# Japonia na Letnich Igrzyskach Olimpijskich 2020
Japonia na Letnich Igrzyskach Olimpijskich 2020 – występ kadry sportowców reprezentujących Japonię na igrzyskach olimpijskich, które odbyły się w Tokio, w dniach 23 lipca – 8 sierpnia 2021 roku.
Reprezentacja Japonii liczyła pięciuset pięćdziesięciu sześciu zawodników – dwustu dziewięćdziesięciu pięciu mężczyzn i dwieście sześćdziesiąt jeden kobiet, którzy wystąpili w 37 dyscyplinach.
Był to dwudziesty trzeci start tego kraju na letnich igrzyskach olimpijskich. Japonia była organizatorem tych igrzysk.

## Zdobyte medale
| Medale według dni | Medale według dni | Medale według dni | Medale według dni | Medale według dni | Medale według dni | Medale według dni |
| ----------------- | ----------------- | ----------------- | ----------------- | ----------------- | ----------------- | ----------------- |
| Dzień             | Data              |                   |                   |                   |                   |                   |
| Dzień 1           | 24.07             | 1                 | 1                 | 0                 | 2                 |                   |
| Dzień 2           | 25.07             | 4                 | 0                 | 0                 | 4                 |                   |
| Dzień 3           | 26.07             | 3                 | 1                 | 3                 | 7                 |                   |
| Dzień 4           | 27.07             | 2                 | 1                 | 2                 | 5                 |                   |
| Dzień 5           | 28.07             | 3                 | 1                 | 0                 | 4                 |                   |
| Dzień 6           | 29.07             | 2                 | 0                 | 1                 | 3                 |                   |
| Dzień 7           | 30.07             | 2                 | 0                 | 1                 | 3                 |                   |
| Dzień 8           | 31.07             | 0                 | 1                 | 1                 | 2                 |                   |
| Dzień 9           | 01.08             | 0                 | 0                 | 1                 | 1                 |                   |
| Dzień 10          | 02.08             | 0                 | 1                 | 1                 | 2                 |                   |
| Dzień 11          | 03.08             | 2                 | 0                 | 1                 | 3                 |                   |
| Dzień 12          | 04.08             | 2                 | 1                 | 1                 | 4                 |                   |
| Dzień 13          | 05.08             | 1                 | 3                 | 2                 | 6                 |                   |
| Dzień 14          | 06.08             | 2                 | 1                 | 2                 | 5                 |                   |
| Dzień 15          | 07.08             | 3                 | 1                 | 1                 | 5                 |                   |
| Dzień 16          | 08.08             | 0                 | 2                 | 0                 | 2                 |                   |

| Medal  | Zawodnik | Dyscyplina           | Konkurencja                                    | Rezultat | Data       |
| ------ | --- | -------------------- | ---------------------------------------------- | -------- | ---------- |
| Złoto  | Naohisa Takatō | Judo                 | do 60 kg mężczyzn                              | –        | 24 lipca   |
| Złoto  | Yui Ōhashi | Pływanie             | 400 m st. zmiennym kobiet                      | 4:32,08  | 25 lipca   |
| Złoto  | Yuto Horigome | Skateboarding        | Street mężczyzn                                | 37,18    | 25 lipca   |
| Złoto  | Uta Abe | Judo                 | do 52 kg kobiet                                | –        | 25 lipca   |
| Złoto  | Hifumi Abe | Judo                 | do 66 kg mężczyzn                              | –        | 25 lipca   |
| Złoto  | Momiji Nishiya | Skateboarding        | Street kobiet                                  | 15,26    | 26 lipca   |
| Złoto  | Shōhei Ōno | Judo                 | do 73 kg mężczyzn                              | –        | 26 lipca   |
| Złoto  | Mima Itō Jun Mizutani | Tenis stołowy        | turniej mieszany                               | –        | 26 lipca   |
| Złoto  | Takanori Nagase | Judo                 | do 81 kg mężczyzn                              | –        | 27 lipca   |
| Złoto  | Reprezentacja Japonii w softballu kobiet | Softball             | turniej kobiet                                 | –        | 27 lipca   |
| Złoto  | Yui Ōhashi | Pływanie             | 200 m st. zmiennym kobiet                      | 2:08,52  | 28 lipca   |
| Złoto  | Chizuru Arai | Judo                 | do 70 kg kobiet                                | –        | 28 lipca   |
| Złoto  | Daiki Hashimoto | Gimnastyka           | wielobój indywidualny mężczyzn                 | 88,465   | 28 lipca   |
| Złoto  | Shori Hamada | Judo                 | do 78 kg kobiet                                | –        | 29 lipca   |
| Złoto  | Aaron Wolf | Judo                 | do 100 kg mężczyzn                             | –        | 29 lipca   |
| Złoto  | Akira Sone | Judo                 | powyżej 78 kg kobiet                           | –        | 30 lipca   |
| Złoto  | Koki Kano Kazuyasu Minobe Satoru Uyama Masaru Yamada | Szermierka           | szpada drużynowo mężczyzn                      | –        | 30 lipca   |
| Złoto  | Sena Irie | Boks                 | waga piórkowa kobiet                           | –        | 3 sierpnia |
| Złoto  | Daiki Hashimoto | Gimnastyka           | ćwiczenia na drążku mężczyzn                   | 15,066   | 3 sierpnia |
| Złoto  | Sakura Yosozumi | Skateboarding        | Park kobiet                                    | 60,09    | 4 sierpnia |
| Złoto  | Yukako Kawai | Zapasy               | kategoria do 62 kg kobiet                      | –        | 4 sierpnia |
| Złoto  | Risako Kawai | Zapasy               | kategoria do 57 kg kobiet                      | –        | 5 sierpnia |
| Złoto  | Ryo Kiyuna | Karate               | Kata mężczyzn                                  | 28,72    | 6 sierpnia |
| Złoto  | Mayu Mukaida | Zapasy               | kategoria do 53 kg kobiet                      | –        | 6 sierpnia |
| Złoto  | Takuto Otoguro | Zapasy               | kategoria do 65 kg mężczyzn w stylu wolnym     | –        | 7 sierpnia |
| Złoto  | Yui Susaki | Zapasy               | kategoria do 50 kg kobiet                      | –        | 7 sierpnia |
| Złoto  | Reprezentacja Japonii w baseballu mężczyzn | Baseball             | turniej mężczyzn                               | –        | 7 sierpnia |
| Srebro | Funa Tonaki | Judo                 | do 48 kg kobiet                                | –        | 24 lipca   |
| Srebro | Daiki Hashimoto Kazuma Kaya Takeru Kitazono Wataru Tanigawa                                                                                                   | Gimnastyka           | wielobój drużynowy mężczyzn                    | 262,397  | 26 lipca   |
| Srebro | Kanoa Igarashi | Surfing              | mężczyźni                                      | –        | 27 lipca   |
| Srebro | Tomoru Honda | Pływanie             | 200 m st. motylkowym mężczyzn                  | 1:53,73  | 28 lipca   |
| Srebro | Hifumi Abe Uta Abe Chizuru Arai Shori Hamada Hisayoshi Harasawa Shoichiro Mukai Takanori Nagase Shōhei Ōno Akira Sone Miku Tashiro Aaron Wolf Tsukasa Yoshida | Judo                 | zawody drużynowe                               | –        | 31 lipca   |
| Srebro | Ken’ichirō Fumita | Zapasy               | kategoria do 60 kg mężczyzn w stylu klasycznym | –        | 2 sierpnia |
| Srebro | Kokona Hiraki | Skateboarding        | Park kobiet                                    | 59,04    | 4 sierpnia |
| Srebro | Koki Ikeda | Lekkoatletyka        | chód na 20 km mężczyzn                         | 1:21:14  | 5 sierpnia |
| Srebro | Kiyou Shimizu | Karate               | Kata kobiet                                    | 27,88    | 5 sierpnia |
| Srebro | Miu Hirano Kasumi Ishikawa Mima Itō | Tenis stołowy        | turniej drużynowy kobiet                       | –        | 5 sierpnia |
| Srebro | Miho Nonaka | Wspinaczka sportowa  | kobiety                                        | 64       | 6 sierpnia |
| Srebro | Mone Inami | Golf                 | kobiety                                        | 267      | 7 sierpnia |
| Srebro | Reprezentacja Japonii w koszykówce kobiet | Koszykówka           | turniej kobiet                                 | –        | 8 sierpnia |
| Srebro | Yumi Kajihara | Kolarstwo            | omnium kobiet                                  | 110      | 8 sierpnia |
| Brąz   | Funa Nakayama | Skateboarding        | Street kobiet                                  | 14,49    | 26 lipca   |
| Brąz   | Takaharu Furukawa Hiroki Muto Yuki Kawata | Łucznictwo           | turniej drużynowy mężczyzn                     | –        | 26 lipca   |
| Brąz   | Tsukasa Yoshida | Judo                 | do 57 kg kobiet                                | –        | 26 lipca   |
| Brąz   | Amuro Tsuzuki | Surfing              | kobiety                                        | –        | 27 lipca   |
| Brąz   | Mikiko Andō | Podnoszenie ciężarów | waga do 59 kg kobiet                           | 214      | 27 lipca   |
| Brąz   | Mima Itō | Tenis stołowy        | singel kobiet                                  | –        | 29 lipca   |
| Brąz   | Yūta Watanabe Arisa Higashino | Badminton            | mikst                                          | –        | 30 lipca   |
| Brąz   | Takaharu Furukawa | Łucznictwo           | mężczyźni indywidualnie                        | –        | 31 lipca   |
| Brąz   | Kazuma Kaya | Gimnastyka           | ćwiczenia na koniu z łękami mężczyzn           | 14,900   | 1 sierpnia |
| Brąz   | Mai Murakami | Gimnastyka           | ćwiczenia wolne kobiet                         | 14,166   | 2 sierpnia |
| Brąz   | Shōhei Yabiku | Zapasy               | kategoria do 77 kg mężczyzn w stylu klasycznym | –        | 3 sierpnia |
| Brąz   | Tsukimi Namiki | Boks                 | waga musza kobiet                              | –        | 4 sierpnia |
| Brąz   | Ryomei Tanaka | Boks                 | waga musza mężczyzn                            | –        | 5 sierpnia |
| Brąz   | Toshikazu Yamanishi | Lekkoatletyka        | chód na 20 km mężczyzn                         | 1:21:28  | 5 sierpnia |
| Brąz   | Jun Mizutani Koki Niwa Tomokazu Harimoto | Tenis stołowy        | turniej drużynowy mężczyzn                     | –        | 6 sierpnia |
| Brąz   | Akiyo Noguchi | Wspinaczka sportowa  | kobiety                                        | 45       | 6 sierpnia |
| Brąz   | Ryutaro Araga | Karate               | Kumite powyżej 75 kg mężczyzn                  | –        | 7 sierpnia |

## Reprezentanci

### Badminton
Mężczyźni
| Zawodnik                    | Konkurencja | Faza grupowa                   | Faza grupowa                    | Faza grupowa                      | Faza grupowa | Eliminacje               | Ćwierćfinał                           | Półfinał         | Finał / BM       | Finał / BM |
| Zawodnik                    | Konkurencja | Przeciwnik Wynik               | Przeciwnik Wynik                | Przeciwnik Wynik                  | Miejsce      | Przeciwnik Wynik         | Przeciwnik Wynik                      | Przeciwnik Wynik | Przeciwnik Wynik | Miejsce    |
| --------------------------- | ----------- | ------------------------------ | ------------------------------- | --------------------------------- | ------------ | ------------------------ | ------------------------------------- | ---------------- | ---------------- | ---------- |
| Kento Momota                | singel      | Lam W (21–12, 21–9)            | Heo P (15–21, 19–21)            | N/A                               | 2.           | N/A                      | NQ                                    | NQ               | NQ               | NQ         |
| Kanta Tsuneyama             | singel      | Paul W (21–8, 21–6)            | Coelho W (21–14, 21–8)          | N/A                               | 1. Q         | Ginting P (18–21, 14–21) | NQ                                    | NQ               | NQ               | NQ         |
| Hiroyuki Endo Yuta Watanabe | debel       | Olofua Opeyori W (21–2, 21–7)  | Iwanow Sozonow W (21–19, 21–19) | Astrup Rasmussen W (21–14, 21–12) | 1. Q         | N/A                      | Lee Wang P (16–21, 19–21)             | NQ               | NQ               | NQ         |
| Takeshi Kamura Keigo Sonoda | debel       | Lamsfuß Seidel W (21–13, 21–8) | P Chew R Chew W (21–11, 21–3)   | Li Liu P (14–21, 16–21)           | 2. Q         | N/A                      | Ahsan Setiawan P (14–21, 21–16, 9–21) | NQ               | NQ               | NQ         |

Kobiety
| Zawodniczka                    | Konkurencja | Faza grupowa                 | Faza grupowa                           | Faza grupowa                        | Faza grupowa | Eliminacje           | Ćwierćfinał                      | Półfinał         | Finał / BM       | Finał / BM |
| Zawodniczka                    | Konkurencja | Przeciwnik Wynik             | Przeciwnik Wynik                       | Przeciwnik Wynik                    | Miejsce      | Przeciwnik Wynik     | Przeciwnik Wynik                 | Przeciwnik Wynik | Przeciwnik Wynik | Miejsce    |
| ------------------------------ | ----------- | ---------------------------- | -------------------------------------- | ----------------------------------- | ------------ | -------------------- | -------------------------------- | ---------------- | ---------------- | ---------- |
| Akane Yamaguchi                | singel      | Shahzad W (21–3, 21–8)       | Gilmour W (21–9, 21–18)                | N/A                                 | 1. Q         | Kim W (17–21, 18–21) | Sindhu P (13–21, 20–22)          | NQ               | NQ               | NQ         |
| Nozomi Okuhara                 | singel      | Li W (21–17, 21–4)           | Koseckaja W (21–6, 21–16)              | N/A                                 | 1. Q         | Li W (21–9, 21–7)    | He P (21–13, 13–21, 14–21)       | NQ               | NQ               | NQ         |
| Yuki Fukushima Sayaka Hirota   | debel       | Birch Smith W (21–13, 21–14) | Chow Lee W (17–21, 21–15, 21–8)        | Polii Rahayu P (22–24, 21–13, 8–21) | 2. Q         | N/A                  | Chen Jia P (21–18, 10–21, 10–21) | NQ               | NQ               | NQ         |
| Mayu Matsumoto Wakana Nagahara | debel       | Hany Hosny W (21–7, 21–3)    | Honderich Tsai W (14–21, 21–19, 21–18) | Piek Seinen W (24–22, 21–15)        | 1. Q         | N/A                  | Kim Kong P (14–21, 21–14, 26–28) | NQ               | NQ               | NQ         |

Mikst
| Zawodnik                      | Konkurencja | Faza grupowa                              | Faza grupowa                     | Faza grupowa                       | Faza grupowa | Ćwierćfinał                                         | Półfinał                           | Finał / BM                | Finał / BM |
| Zawodnik                      | Konkurencja | Przeciwnik Wynik                          | Przeciwnik Wynik                 | Przeciwnik Wynik                   | Miejsce=     | Przeciwnik Wynik                                    | Przeciwnik Wynik                   | Przeciwnik Wynik          | Miejsce    |
| ----------------------------- | ----------- | ----------------------------------------- | -------------------------------- | ---------------------------------- | ------------ | --------------------------------------------------- | ---------------------------------- | ------------------------- | ---------- |
| Yuta Watanabe Arisa Higashino | mikst       | Christiansen Bøje W (20–22, 21–11, 21–15) | Leung Somerville W (21–7, 21–15) | Jordan Oktavianti W (21–13, 21–10) | 1. Q         | Puavaranukroh Taerattanachai W (15–21,21–16, 21–14) | Wang Huang P (23–21, 15–21, 14–21) | Tang Tse W (21–17, 23–21) | brąz       |

### Baseball
Skład
Faza grupowa
| Drużyna    | Mecze | Mecze | Mecze | Punkty | Punkty | % zwycięstw |
| Drużyna    | M     | W     | P     | +      | –      | % zwycięstw |
| ---------- | ----- | ----- | ----- | ------ | ------ | ----------- |
| Japonia    | 2     | 2     | 0     | 11     | 7      | 100         |
| Dominikana | 2     | 1     | 1     | 4      | 4      | 50          |
| Meksyk     | 2     | 0     | 2     | 4      | 8      | 0           |

| Reprezentacja | 1 | 2 | 3 | 4 | 5 | 6 | 7 | 8 | 9 | R | H | E |
| ------------- | - | - | - | - | - | - | - | - | - | - | - | - |
| Dominikana    | 0 | 0 | 0 | 0 | 0 | 0 | 2 | 0 | 1 | 3 | 8 | 0 |
| Japonia       | 0 | 0 | 0 | 0 | 0 | 0 | 1 | 0 | 3 | 4 | 9 | 0 |

| Reprezentacja | 1 | 2 | 3 | 4 | 5 | 6 | 7 | 8 | 9 | R | H  | E |
| ------------- | - | - | - | - | - | - | - | - | - | - | -- | - |
| Japonia       | 0 | 1 | 1 | 3 | 0 | 0 | 1 | 1 | 0 | 7 | 10 | 0 |
| Meksyk        | 1 | 0 | 0 | 1 | 0 | 0 | 0 | 2 | 0 | 4 | 7  | 2 |

Faza pucharowa
2 runda
| Reprezentacja     | 1 | 2 | 3 | 4 | 5 | 6 | 7 | 8 | 9 | 10 | R | H  | E |
| ----------------- | - | - | - | - | - | - | - | - | - | -- | - | -- | - |
| Stany Zjednoczone | 0 | 0 | 0 | 3 | 3 | 0 | 0 | 0 | 0 | 0  | 6 | 12 | 2 |
| Japonia           | 0 | 0 | 2 | 1 | 2 | 0 | 0 | 0 | 1 | 1  | 7 | 12 | 0 |

Półfinał
| Reprezentacja    | 1 | 2 | 3 | 4 | 5 | 6 | 7 | 8 | 9 | R | H | E |
| ---------------- | - | - | - | - | - | - | - | - | - | - | - | - |
| Korea Południowa | 0 | 0 | 0 | 0 | 0 | 2 | 0 | 0 | 0 | 2 | 7 | 1 |
| Japonia          | 0 | 0 | 1 | 0 | 1 | 0 | 0 | 3 | X | 5 | 9 | 1 |

Finał
| Reprezentacja     | 1 | 2 | 3 | 4 | 5 | 6 | 7 | 8 | 9 | R | H | E |
| ----------------- | - | - | - | - | - | - | - | - | - | - | - | - |
| Stany Zjednoczone | 0 | 0 | 0 | 0 | 0 | 0 | 0 | 0 | 0 | 0 | 6 | 1 |
| Japonia           | 0 | 0 | 1 | 0 | 0 | 0 | 0 | 1 | X | 2 | 8 | 0 |

### Boks
| Zawodnik          | Konkurencja              | 1/16             | 1/8              | Ćwierćfinał      | Półfinał          | Finał            | Finał   |
| Zawodnik          | Konkurencja              | Przeciwnik Wynik | Przeciwnik Wynik | Przeciwnik Wynik | Przeciwnik Wynik  | Przeciwnik Wynik | Miejsce |
| ----------------- | ------------------------ | ---------------- | ---------------- | ---------------- | ----------------- | ---------------- | ------- |
| Ryomei Tanaka     | waga musza mężczyzn      | Finol W 5–0      | Hu W 3–1         | Martinez W 4–1   | Paalam P 0–5      | NQ               | brąz    |
| Daisuke Narimatsu | waga lekka mężczyzn      | Pezo W 5–0       | Safiullin P WO   | NQ               | NQ                | NQ               | NQ      |
| Sewon Okazawa     | waga półśrednia mężczyzn | Yadav W 5–0      | Iglesias P 2–3   | NQ               | NQ                | NQ               | NQ      |
| Yuito Moriwaki    | waga średnia mężczyzn    | Mousavi W 3–2    | Chyżniak P 0–5   | NQ               | NQ                | NQ               | NQ      |
| Tsukimi Namiki    | waga musza kobiet        | Nanziri W 5–0    | Sousa W 5–0      | Valencia W 5–0   | Petrowa P 0–5     | NQ               | brąz    |
| Sena Irie         | waga piórkowa kobiet     | Solorzano W 5–0  | Hlimi W 5–0      | Nechita W 3–2    | Artingstall W 3–2 | Petecio W 5–0    | złoto   |

### Gimnastyka

#### Gimnastyka sportowa
Mężczyźni
Zawody drużynowe
| Zawodnik        | Konkurencja        | Kwalifikacje | Kwalifikacje | Kwalifikacje | Kwalifikacje | Kwalifikacje | Kwalifikacje | Kwalifikacje | Kwalifikacje | Finał    | Finał    | Finał    | Finał    | Finał    | Finał    | Finał   | Finał   |
| Zawodnik        | Konkurencja        | Przyrząd     | Przyrząd     | Przyrząd     | Przyrząd     | Przyrząd     | Przyrząd     | Suma         | Miejsce      | Przyrząd | Przyrząd | Przyrząd | Przyrząd | Przyrząd | Przyrząd | Suma    | Miejsce |
| Zawodnik        | Konkurencja        | F            | PH           | R            | V            | PB           | HB           | Suma         | Miejsce      | F        | PH       | R        | V        | PB       | HB       | Suma    | Miejsce |
| --------------- | ------------------ | ------------ | ------------ | ------------ | ------------ | ------------ | ------------ | ------------ | ------------ | -------- | -------- | -------- | -------- | -------- | -------- | ------- | ------- |
| Daiki Hashimoto | wielobój drużynowo | 14,700       | 14,766       | 13,866       | 14,866       | 15,300       | 15,033 Q     | 88,531       | 1. Q         | 14,600   | 14,800   | 13,833   | 14,833   | —        | 15,100   | N/A     | N/A     |
| Kazuma Kaya     | wielobój drużynowo | 13,933       | 14,833 Q     | 14,366       | 13,200       | 15,100       | 14,033       | 85,465       | 9.           | —        | 14,566   | 14,100   | —        | 15,000   | 14,200   | N/A     | N/A     |
| Takeru Kitazono | wielobój drużynowo | 14,666       | 13,916       | 13,333       | 14,700       | 14,900       | 14,433 Q     | 85,948       | 7. Q         | 14,600   | 14,200   | —        | 14,166   | 15,000   | 14,500   | N/A     | N/A     |
| Wataru Tanigawa | wielobój drużynowo | 14,466       | 13,833       | 14,300       | 13,666       | 15,241       | 13,400       | 84,906       | 13.          | 14,500   | —        | 14,500   | 15,233   | 14,666   | —        | N/A     | N/A     |
| Suma            | wielobój drużynowo | 43,832       | 42,515       | 42,532       | 43,232       | 45,641       | 43,499       | 262,251      | 1. Q         | 43,700   | 43,566   | 42,433   | 44,232   | 44,666   | 43,800   | 262,397 | srebro  |

Indywidualnie
| Zawodnik        | Konkurencja                 | Kwalifikacje | Kwalifikacje | Kwalifikacje | Kwalifikacje | Kwalifikacje | Kwalifikacje | Kwalifikacje | Kwalifikacje | Finał    | Finał    | Finał    | Finał    | Finał    | Finał    | Finał  | Finał   |
| Zawodnik        | Konkurencja                 | Przyrząd     | Przyrząd     | Przyrząd     | Przyrząd     | Przyrząd     | Przyrząd     | Suma         | Miejsce      | Przyrząd | Przyrząd | Przyrząd | Przyrząd | Przyrząd | Przyrząd | Suma   | Miejsce |
| Zawodnik        | Konkurencja                 | F            | PH           | R            | V            | PB           | HB           | Suma         | Miejsce      | F        | PH       | R        | V        | PB       | HB       | Suma   | Miejsce |
| --------------- | --------------------------- | ------------ | ------------ | ------------ | ------------ | ------------ | ------------ | ------------ | ------------ | -------- | -------- | -------- | -------- | -------- | -------- | ------ | ------- |
| Daiki Hashimoto | wielobój                    | 14,700       | 14,766       | 13,866       | 14,866       | 15,300       | 15,033 Q     | 88,531       | 1. Q         | 14,833   | 15,166   | 13,533   | 14,700   | 15,300   | 14,933   | 88,465 | złoto   |
| Daiki Hashimoto | ćwiczenia na drążku         | N/A          | N/A          | N/A          | N/A          | N/A          | 15,033       | N/A          | 1. Q         | N/A      | N/A      | N/A      | N/A      | N/A      | 15,066   | N/A    | złoto   |
| Kazuma Kaya     | ćwiczenia na koniu z łękami | N/A          | 14,833       | N/A          | N/A          | N/A          | N/A          | N/A          | 7. Q         | N/A      | 14,900   | N/A      | N/A      | N/A      | N/A      | N/A    | brąz    |
| Takeru Kitazono | wielobój                    | 14,666       | 13,916       | 13,333       | 14,700       | 14,900       | 14,433 Q     | 85,948       | 7. Q         | 14,566   | 14,500   | 13,500   | 14,666   | 15,066   | 14,400   | 86,698 | 5.      |
| Takeru Kitazono | ćwiczenia na drążku         | N/A          | N/A          | N/A          | N/A          | N/A          | 14,433       | N/A          | 6. Q         | N/A      | N/A      | N/A      | N/A      | N/A      | 12,333   | N/A    | 6.      |

Kobiety
Drużynowo
| Zawodniczka     | Konkurencja | Kwalifikacje | Kwalifikacje | Kwalifikacje | Kwalifikacje | Kwalifikacje | Kwalifikacje | Finał    | Finał    | Finał    | Finał    | Finał   | Finał   |
| Zawodniczka     | Konkurencja | Przyrząd     | Przyrząd     | Przyrząd     | Przyrząd     | Suma         | Miejsce      | Przyrząd | Przyrząd | Przyrząd | Przyrząd | Suma    | Miejsce |
| Zawodniczka     | Konkurencja | V            | UB           | BB           | F            | Suma         | Miejsce      | V        | UB       | BB       | F        | Suma    | Miejsce |
| --------------- | ----------- | ------------ | ------------ | ------------ | ------------ | ------------ | ------------ | -------- | -------- | -------- | -------- | ------- | ------- |
| Hitomi Hatakeda | wielobój    | 12,266       | 14,133       | 13,000       | 13,333       | 52,732       | 39.          | —        | 14,100   | 13,333   | 12,800   | N/A     | N/A     |
| Yuna Hiraiwa    | wielobój    | 13,733       | 11,700       | 13,533       | 12,666       | 51,632       | 49.          | 13,900   | —        | 13,566   | —        | N/A     | N/A     |
| Mai Murakami    | wielobój    | 14,433       | 12,133       | 13,366       | 13,933 Q     | 53,965       | 23. Q        | 14,266   | 12,700   | 13,833   | 14,066   | N/A     | N/A     |
| Aiko Sugihara   | wielobój    | 14,266       | 13,366       | 11,566       | 13,333       | 52,531       | 41.          | 14,183   | 13,333   | —        | 13,200   | N/A     | N/A     |
| Suma            | wielobój    | 42,432       | 39,632       | 39,999       | 40,599       | 162,662      | 8. Q         | 42,349   | 40,133   | 40,732   | 40,066   | 163,280 | 5.      |

Indywidualnie
| Zawodniczka  | Konkurencja     | Kwalifikacje | Kwalifikacje | Kwalifikacje | Kwalifikacje | Kwalifikacje | Kwalifikacje | Finał    | Finał    | Finał    | Finał    | Finał  | Finał   |
| Zawodniczka  | Konkurencja     | Przyrząd     | Przyrząd     | Przyrząd     | Przyrząd     | Suma         | Miejsce      | Przyrząd | Przyrząd | Przyrząd | Przyrząd | Suma   | Miejsce |
| Zawodniczka  | Konkurencja     | V            | UB           | BB           | F            | Suma         | Miejsce      | V        | UB       | BB       | F        | Suma   | Miejsce |
| ------------ | --------------- | ------------ | ------------ | ------------ | ------------ | ------------ | ------------ | -------- | -------- | -------- | -------- | ------ | ------- |
| Mai Murakami | wielobój        | 14,433       | 12,133       | 13,366       | 13,933 Q     | 53,965       | 23. Q        | 14,533   | 13,733   | 13,766   | 14,000   | 56,032 | 5.      |
| Mai Murakami | ćwiczenia wolne | N/A          | N/A          | N/A          | 13,933       | N/A          | 8. Q         | N/A      | N/A      | N/A      | 14,166   | N/A    | brąz    |

#### Gimnastyka artystyczna
| Zawodniczka  | Konkurencja   | Kwalifikacje | Kwalifikacje | Kwalifikacje | Kwalifikacje | Kwalifikacje | Kwalifikacje | Finał  | Finał | Finał   | Finał   | Finał | Finał   |
| Zawodniczka  | Konkurencja   | Obręcz       | Piłka        | Maczugi      | Wstążka      | Suma         | Miejsce      | Obręcz | Piłka | Maczugi | Wstążka | Suma  | Miejsce |
| ------------ | ------------- | ------------ | ------------ | ------------ | ------------ | ------------ | ------------ | ------ | ----- | ------- | ------- | ----- | ------- |
| Chisaki Oiwa | indywidualnie | 23,100       | 19,600       | 23,600       | 21,250       | 87,550       | 19.          | NQ     | NQ    | NQ      | NQ      | NQ    | NQ      |
| Sumire Kita  | indywidualnie | 23,150       | 23,900       | 24,550       | 21,200       | 92,800       | 11.          | NQ     | NQ    | NQ      | NQ      | NQ    | NQ      |

| Zawodniczka                                                               | Konkurencja | Kwalifikacje | Kwalifikacje         | Kwalifikacje | Kwalifikacje | Finał     | Finał                | Finał  | Finał   |
| Zawodniczka                                                               | Konkurencja | 5 wstążek    | 3 maczugi, 2 obręcze | Suma         | Miejsce      | 5 wstążek | 3 maczugi, 2 obręcze | Suma   | Miejsce |
| ------------------------------------------------------------------------- | ----------- | ------------ | -------------------- | ------------ | ------------ | --------- | -------------------- | ------ | ------- |
| Sakura Noshitani Sayuri Sugimoto Ayuka Suzuki Nanami Takenaka Kiko Yokota | drużynowo   | 40,400       | 39,325               | 79,725       | 7. Q         | 42,750    | 29,750               | 72,500 | 8.      |

#### Skoki na trampolinie
| Zawodnik      | Konkurencja | Kwalifikacje | Kwalifikacje | Finał  | Finał   |
| Zawodnik      | Konkurencja | Wynik        | Miejsce      | Wynik  | Miejsce |
| ------------- | ----------- | ------------ | ------------ | ------ | ------- |
| Daiki Kishi   | mężczyźni   | 111,540      | 6. Q         | 57,815 | 7.      |
| Ryosuke Sakai | mężczyźni   | 62,250       | 15.          | NQ     | NQ      |
| Hikaru Mori   | kobiety     | 63,775       | 13.          | NQ     | NQ      |
| Megu Uyama    | kobiety     | 103,585      | 5. Q         | 54,655 | 5.      |

### Golf
| Zawodnik         | Konkurencja | 1 Runda | 2 Runda | 3 Runda | 4 Runda | Suma  | Suma | Suma    |
| Zawodnik         | Konkurencja | Wynik   | Wynik   | Wynik   | Wynik   | Wynik | Par  | Miejsce |
| ---------------- | ----------- | ------- | ------- | ------- | ------- | ----- | ---- | ------- |
| Hideki Matsuyama | mężczyzni   | 69      | 64      | 67      | 69      | 269   | −15  | 4.      |
| Rikuya Hoshino   | mężczyzni   | 71      | 68      | 73      | 66      | 278   | −6   | 38.     |
| Nasa Hataoka     | kobiety     | 70      | 68      | 67      | 69      | 274   | −10  | 9.      |
| Mone Inami       | kobiety     | 70      | 65      | 68      | 65      | 268   | −16  | srebro  |

### Hokej na trawie
Turniej mężczyzn
- Reprezentacja mężczyzn

| - Koji Yamasaki - Genki Mitani - Seren Tanaka - Hiromasa Ochiai - Kazuma Murata - Kenta Tanaka - Kenji Kitazato - Yuma Nagai - Manabu Yamashita (kapitan) |  | - Kaito Tanaka - Ken Nagayoshi - Kentaro Fukuda - Masaki Ohashi - Shota Yamada - Hirotaka Zendana - Takashi Yoshikawa - Kota Watanabe - Yoshiki Kirishita |

Faza grupowa
| Drużyna       | M | Mecze | Mecze | Mecze | Bramki | Bramki | Bramki | Pkt |
| Drużyna       | M | W     | R     | P     | +      | –      | +/−    | Pkt |
| ------------- | - | ----- | ----- | ----- | ------ | ------ | ------ | --- |
| Australia     | 5 | 4     | 1     | 0     | 22     | 9      | 13     | 13  |
| Indie         | 5 | 4     | 0     | 1     | 15     | 13     | 2      | 12  |
| Argentyna     | 5 | 2     | 1     | 2     | 10     | 11     | −1     | 7   |
| Hiszpania     | 5 | 1     | 2     | 2     | 9      | 10     | −1     | 5   |
| Nowa Zelandia | 5 | 1     | 1     | 3     | 11     | 16     | −5     | 4   |
| Japonia       | 5 | 0     | 1     | 4     | 10     | 18     | −8     | 1   |

| 24 lipca 2021 | Japonia | 3:5 | Australia |  |

| Godzina: 09:30 | Ke. Tanaka 22', 27' Kirishita 26' | Raport | Brand 11' Craig 14' Govers 31' Zalewski 38' Beale 50' | Sędzia główny: Jakub Mejzlík Sędziowie liniowi: Lim Hong-Zhen |

| 25 lipca 2021 | Japonia | 1:2 | Argentyna |  |

| Godzina: 19:00 | Ke. Tanaka 60' | Raport | Tolini 5' Keenan 19' | Sędzia główny: Raghu Prasad Sędziowie liniowi: Peter Wright |

| 27 lipca 2021 | Japonia | 2:2 | Nowa Zelandia |  |

| Godzina: 11:45 | Yamasaki 3' Ke. Tanaka 40' | Raport | Wilson 11' Lane 41' | Sędzia główny: Ben Göntgen Sędziowie liniowi: Germán Montes de Oca |

| 28 lipca 2021 | Japonia | 1:4 | Hiszpania |  |

| Godzina: 20:45 | Zendana 2' | Raport | Lleonart 3', 55' Quemada 23' Alegre 28' | Sędzia główny: Lim Hong Zhen Sędziowie liniowi: Martin Madden |

| 30 lipca 2021 | Japonia | 3:5 | Indie |  |

| Godzina: 18:30 | Ke. Tanaka 19' Watanabe 33' Murata 59' | Raport | H. Singh 13' G. Singh 17', 56' S. Singh 34' Sharma 51' | Sędzia główny: David Tomlinson Sędziowie liniowi: Lim Hong Zhen |

Turniej kobiet
- Reprezentacja kobiet

| - Kimika Hoshi - Natsuha Matsumoto - Yu Asai - Yukari Mano (kapitan) - Yuri Nagai - Hazuki Nagai - Shihori Oikawa - Kana Nomura |  | - Miki Kozuka - Maho Segawa - Aki Yamada - Emi Nishikori - Kanon Mori - Mai Toriyama - Sakurako Omoto - Sakiyo Asano |

Faza grupowa
| Drużyna       | M | Mecze | Mecze | Mecze | Bramki | Bramki | Bramki | Pkt |
| Drużyna       | M | W     | R     | P     | +      | –      | +/−    | Pkt |
| ------------- | - | ----- | ----- | ----- | ------ | ------ | ------ | --- |
| Australia     | 5 | 5     | 0     | 0     | 13     | 1      | 12     | 15  |
| Hiszpania     | 5 | 3     | 0     | 2     | 9      | 8      | 1      | 9   |
| Argentyna     | 5 | 3     | 0     | 2     | 8      | 8      | 0      | 9   |
| Nowa Zelandia | 5 | 2     | 0     | 3     | 8      | 7      | 1      | 6   |
| Chiny         | 5 | 2     | 0     | 3     | 9      | 16     | −7     | 6   |
| Japonia       | 5 | 0     | 0     | 5     | 6      | 13     | −7     | 0   |

| 25 lipca 2021 | Japonia | 3:4 | Chiny |  |

| Godzina: 11:45 | Nomura 21' Y. Nagai 31' H. Nagai 45+' | Raport | Gu 10', 35' Zhang 20' Liang 52' | Sędzia główny: Ayanna McClean Sędziowie liniowi: Michelle Meister |

| 26 lipca 2021 | Japonia | 1:2 | Nowa Zelandia |  |

| Godzina: 20:45 | Oikawa 18' | Raport | Merry 26' Ralph 29' | Sędzia główny: Irene Presenqui Sędziowie liniowi: Annelize Rostron |

| 28 lipca 2021 | Japonia | 0:1 | Australia |  |

| Godzina: 18:30 |  | Raport | Fitzpatrick 33' | Sędzia główny: Maggie Giddens Sędziowie liniowi: Liu Xiaoying |

| 29 lipca 2021 | Japonia | 1:2 | Argentyna |  |

| Godzina: 20:45 | Mori 19' | Raport | Gorzelany 10'< br />Granatto 45' | Sędzia główny: Kelly Hudson Sędziowie liniowi: Ayanna McClean |

| 31 lipca 2021 | Japonia | 1:4 | Indie |  |

| Godzina: 10:00 | Mori 6' | Raport | Barrios 25' García Grau 38' Mejías 55' Bonastre 57' | Sędzia główny: Sarah Wilson Sędziowie liniowi: Maggie Giddens |

### Jeździectwo

#### Ujeżdżanie
| Zawodnik                                     | Koń                                    | Konkurencja   | Grand Prix | Grand Prix | Grand Prix Special | Grand Prix Special | Grand Prix – program dowolny | Grand Prix – program dowolny | Łącznie | Łącznie |
| Zawodnik                                     | Koń                                    | Konkurencja   | Wynik      | Miejsce    | Wynik              | Miejsce            | Technicznie                  | Artystycznie                 | Wynik   | Miejsce |
| -------------------------------------------- | -------------------------------------- | ------------- | ---------- | ---------- | ------------------ | ------------------ | ---------------------------- | ---------------------------- | ------- | ------- |
| Shingo Hayashi                               | Scolari                                | indywidualnie | 65,714     | 48.        | N/A                | N/A                | NQ                           | NQ                           | NQ      | NQ      |
| Hiroyuki Kitahara                            | Huracan                                | indywidualnie | 66,304     | 45.        | N/A                | N/A                | NQ                           | NQ                           | NQ      | NQ      |
| Kazuki Sado                                  | Ludwig der Sonnenkönig                 | indywidualnie | 62,531     | 56.        | N/A                | N/A                | NQ                           | NQ                           | NQ      | NQ      |
| Shingo Hayashi Hiroyuki Kitahara Kazuki Sado | Scolari Huracan Ludwig der Sonnenkönig | drużynowo     | 6264,5     | 14.        | NQ                 | NQ                 | N/A                          | N/A                          | NQ      | NQ      |

#### WKKW
| Zawodnik                                                        | Koń                                                    | Konkurencja   | Ujeżdżanie   | Ujeżdżanie | Próba terenowa | Próba terenowa | Próba terenowa | Skoki przez przeszkody | Skoki przez przeszkody | Skoki przez przeszkody | Skoki przez przeszkody | Skoki przez przeszkody | Skoki przez przeszkody | Suma         | Suma    |
| Zawodnik                                                        | Koń                                                    | Konkurencja   | Ujeżdżanie   | Ujeżdżanie | Próba terenowa | Próba terenowa | Próba terenowa | Kwalifikacje           | Kwalifikacje           | Kwalifikacje           | Finał                  | Finał                  | Finał                  | Suma         | Suma    |
| Zawodnik                                                        | Koń                                                    | Konkurencja   | Punkty karne | Miejsce    | Punkty karne   | Suma           | Miejsce        | Punkty karne           | Suma                   | Miejsce                | Punkty karne           | Suma                   | Miejsce                | Punkty karne | Miejsce |
| --------------------------------------------------------------- | ------------------------------------------------------ | ------------- | ------------ | ---------- | -------------- | -------------- | -------------- | ---------------------- | ---------------------- | ---------------------- | ---------------------- | ---------------------- | ---------------------- | ------------ | ------- |
| Yoshiaki Oiwa                                                   | Calle                                                  | indywidualnie | 31,50        | 21.        | NQ             | NQ             | NQ             | NQ                     | NQ                     | NQ                     | NQ                     | NQ                     | NQ                     | NQ           | NQ      |
| Toshiyuki Tanaka                                                | Talma d'Allou                                          | indywidualnie | 32,70        | 29.        | 30,80          | 63,50          | 35.            | 12,00                  | 75,50                  | 34.                    | NQ                     | NQ                     | NQ                     | NQ           | NQ      |
| Kazuma Tomoto                                                   | Vinci de la Vigne                                      | indywidualnie | 26,10        | 7.         | 1,60           | 27,50          | 5.             | 4,00                   | 31,50                  | 7.                     | 0,40                   | 31,90                  | 4.                     | 31,90        | 4.      |
| Yoshiaki Oiwa Toshiyuki Tanaka Kazuma Tomoto Ryuzo Kitajima (z) | Calle Talma d'Allou Vinci de la Vigne Feroza Nieuwmoed | drużynowo     | 90,10        | 4.         | 232,40         | 322,50         | 12.            | 16,00+20,00            | 358,50                 | 11.                    | N/A                    | N/A                    | N/A                    | 358,50       | 11.     |

- (z) – Zawodnik został zmieniony przed skokami przez przeszkody, co w konsekwencji kosztowało zespół 20 punktów karnych

#### Skoki przez przeszkody
| Zawodnik                                | Koń                              | Konkurencja   | Kwalifikacje | Kwalifikacje | Finał        | Finał   | Suma         | Suma    | Dogrywka     | Dogrywka | Dogrywka |
| Zawodnik                                | Koń                              | Konkurencja   | Punkty karne | Miejsce      | Punkty karne | Miejsce | Punkty karne | Miejsce | Punkty karne | Czas     | Miejsce  |
| --------------------------------------- | -------------------------------- | ------------- | ------------ | ------------ | ------------ | ------- | ------------ | ------- | ------------ | -------- | -------- |
| Daisuke Fukushima                       | Canyon                           | indywidualnie | 0,00         | 1.           | 0,00         | 1. JO   | 0,00         | 1.      | 0,00         | 43,76    | 6.       |
| Koki Saito                              | Chilensky                        | indywidualnie | 0,00         | 1.           | 5,00         | 13.     | 5,00         | 13.     | NQ           | NQ       | NQ       |
| Eiken Sato                              | Saphyr des Lacs                  | indywidualnie | 1,00         | 26.          | 16,00        | 25.     | 17,00        | 25.     | NQ           | NQ       | NQ       |
| Daisuke Fukushima Koki Saito Eiken Sato | Canyon Chilensky Saphyr des Lacs | drużynowo     | DNF          | DNF          | NQ           | NQ      | NQ           | NQ      | N/A          | N/A      | N/A      |

### Judo
Mężczyźni
| Zawodnik           | Konkurencja    | 1/32             | 1/16               | 1/8                 | Ćwierćfinał            | Półfinał              | Repasaż          | Finał / BM              | Finał / BM |
| Zawodnik           | Konkurencja    | Przeciwnik Wynik | Przeciwnik Wynik   | Przeciwnik Wynik    | Przeciwnik Wynik       | Przeciwnik Wynik      | Przeciwnik Wynik | Przeciwnik Wynik        | Miejsce    |
| ------------------ | -------------- | ---------------- | ------------------ | ------------------- | ---------------------- | --------------------- | ---------------- | ----------------------- | ---------- |
| Naohisa Takatō     | do 60 kg       | N/A              | BYE                | Verstraeten W 10–00 | Czchwimiani W 101–000  | Smietow W 12–02       | BYE              | Yang W 101–003          | złoto      |
| Hifumi Abe         | do 66 kg       | N/A              | BYE                | Le Blouch W 100–002 | Yondonperenlei W 10–01 | Cargnin W 100–000     | BYE              | Margwelaszwili W 10–00  | złoto      |
| Shōhei Ōno         | do 73 kg       | BYE              | Raicu W 100–000    | Çiloğlu W 101–000   | Orujov W 101–000       | Tsend-Ochiryn W 11–02 | BYE              | Szawdatuaszwili W 12–01 | złoto      |
| Takanori Nagase    | do 81 kg       | BYE              | Albayrak W 102–003 | Parlati W 102–002   | Ressel W 12–00         | Casse W 11–02         | BYE              | Mollaei W 11–00         | złoto      |
| Shoichiro Mukai    | do 90 kg       | BYE              | Feuillet W 100–000 | Tóth P 001–101      | NQ                     | NQ                    | NQ               | NQ                      | NQ         |
| Aaron Wolf         | do 100 kg      | N/A              | BYE                | Khurramov W 100–000 | Paltchik W 11–01       | Liparteliani W 11–00  | BYE              | Cho W 102–002           | złoto      |
| Hisayoshi Harasawa | powyżej 100 kg | N/A              | BYE                | Kim W 12–01         | Chammo W 101–001       | Krpálek P 01–11       | BYE              | Riner P 003–101         | 5.         |

Kobiety
| Zawodniczka     | Konkurencja   | 1/16             | 1/8                    | Ćwierćfinał           | Półfinał             | Repasaż          | Finał / BM             | Finał / BM |
| Zawodniczka     | Konkurencja   | Przeciwnik Wynik | Przeciwnik Wynik       | Przeciwnik Wynik      | Przeciwnik Wynik     | Przeciwnik Wynik | Przeciwnik Wynik       | Miejsce    |
| --------------- | ------------- | ---------------- | ---------------------- | --------------------- | -------------------- | ---------------- | ---------------------- | ---------- |
| Funa Tonaki     | do 48 kg      | BYE              | Csernoviczki W 100–000 | Pareto W 100–000      | Biłodid W 10–00      | BYE              | Krasniqi P 00–10       | srebro     |
| Uta Abe         | do 52 kg      | BYE              | Pimenta W 100–001      | Giles W 11–00         | Giuffrida W 11–02    | BYE              | Buchard W 101–000      | złoto      |
| Tsukasa Yoshida | do 57 kg      | BYE              | Lu W 101–001           | Nelson-Levy W 10–01   | Gjakova P 00–11      | BYE              | Liparteliani W 101–000 | brąz       |
| Miku Tashiro    | do 63 kg      | Renshall W 10–02 | Ozdoba-Błach P 001–101 | NQ                    | NQ                   | NQ               | NQ                     | NQ         |
| Chizuru Arai    | do 70 kg      | BYE              | Pérez W 101–000        | Scoccimarro W 100–000 | Tajmazowa W 101–002  | BYE              | Polleres W 10–01       | złoto      |
| Shori Hamada    | do 78 kg      | BYE              | Pacut W 100–000        | Babincewa W 112–002   | Wagner W 101–000     | BYE              | Malonga W 100–000      | złoto      |
| Akira Sone      | powyżej 78 kg | BYE              | Hershko W 110–000      | Sayit W 100–001       | Kindzerśka W 100–001 | BYE              | Ortíz W 101–003        | złoto      |

Konkurencje mieszane
| Zawodnik                                                                              | Konkurencja | 1/8              | Ćwierćfinał      | Półfinał         | Repasaż          | Finał/ BM        | Finał/ BM |
| Zawodnik                                                                              | Konkurencja | Przeciwnik Wynik | Przeciwnik Wynik | Przeciwnik Wynik | Przeciwnik Wynik | Przeciwnik Wynik | Miejsce   |
| ------------------------------------------------------------------------------------- | ----------- | ---------------- | ---------------- | ---------------- | ---------------- | ---------------- | --------- |
| Shoichiro Mukai Shohei Ono Aaron Wolf Uta Abe Chizuru Arai Akira Sone Tsukasa Yoshida | drużynowo   | BYE              | W 4–2            | W 4–0            | BYE              | P 1–4            | srebro    |

### Kajakarstwo

#### Kajakarstwo górskie
| Zawodnik      | Konkurencja  | Eliminacje | Eliminacje | Eliminacje | Eliminacje | Eliminacje     | Eliminacje | Półfinał | Półfinał | Finał  | Finał   |
| Zawodnik      | Konkurencja  | Przejazd 1 | Miejsce    | Przejazd 2 | Miejsce    | Najlepszy czas | Miejsce    | Czas     | Miejsce  | Czas   | Miejsce |
| ------------- | ------------ | ---------- | ---------- | ---------- | ---------- | -------------- | ---------- | -------- | -------- | ------ | ------- |
| Takuya Haneda | C-1 mężczyzn | 106,57     | 11.        | 105,15     | 11.        | 105,15         | 13. Q      | 107,82   | 10. Q    | 109,30 | 10.     |
| Kazuya Adachi | K-1 mężczyzn | 97,72      | 14.        | 92,09      | 6.         | 92,09          | 6. Q       | 101,60   | 16.      | NQ     | NQ      |
| Ayano Sato    | C-1 kobiet   | 161,77     | 21.        | 151,03     | 19.        | 151,03         | 20.        | NQ       | NQ       | NQ     | NQ      |
| Aki Yazawa    | K-1 kobiet   | 129,87     | 21.        | 127,91     | 21.        | 127,91         | 22. Q      | 124,73   | 19.      | NQ     | NQ      |

#### Kajakarstwo klasyczne
| Zawodnik                                                          | Konkurencja         | Eliminacje | Eliminacje | Ćwierćfinał | Ćwierćfinał | Półfinał | Półfinał | Finał    | Finał   |
| Zawodnik                                                          | Konkurencja         | Czas       | Miejsce    | Czas        | Miejsce     | Czas     | Miejsce  | Czas     | Miejsce |
| ----------------------------------------------------------------- | ------------------- | ---------- | ---------- | ----------- | ----------- | -------- | -------- | -------- | ------- |
| Takanori Tōme                                                     | C-1 1000 m mężczyzn | 4:37,208   | 7. Ć       | 4:38,546    | 6.          | NQ       | NQ       | NQ       | NQ      |
| Hiroki Fujishima Yūsuke Miyata Momotaro Matsushita Keiji Mizumoto | K-4 500 m mężczyzn  | 1:32,295   | 6. Ć       | N/A         | N/A         | 1:28,211 | 7.       | NQ       | NQ      |
| Teruko Kiriake Manaka Kubota                                      | C-2 500 m kobiet    | 2:16,791   | 7. Ć       | 2:08,849    | 5. FB       | NQ       | NQ       | 2:06,196 | 14.     |
| Yuka Ono                                                          | K-1 200 m kobiet    | 45,251     | 7. Ć       | 45,610      | 7.          | NQ       | NQ       | NQ       | NQ      |

### Karate
Kumite
| Zawodnik      | Konkurencja          | Faza grupowa     | Faza grupowa     | Faza grupowa       | Faza grupowa     | Faza grupowa | Półfinał         | Finał            | Finał   |
| Zawodnik      | Konkurencja          | Przeciwnik Wynik | Przeciwnik Wynik | Przeciwnik Wynik   | Przeciwnik Wynik | Miejsce      | Przeciwnik Wynik | Przeciwnik Wynik | Miejsce |
| ------------- | -------------------- | ---------------- | ---------------- | ------------------ | ---------------- | ------------ | ---------------- | ---------------- | ------- |
| Naoto Sago    | do 67 kg mężczyzn    | El-Sawy W 4–3    | Farzaliyev P 0–1 | Asädylow P 0–3     | Şamdan P 1–2     | 4.           | NQ               | NQ               | NQ      |
| Ken Nishimura | do 75 kg mężczyzn    | Scott W 2–0      | Horuna P 1–2     | Abdelaziz W 8–7    | Hárspataki P 1–3 | 3.           | NQ               | NQ               | NQ      |
| Ryutaro Araga | powyżej 75 kg        | Arkania W 3–2    | Juldashew W 4–2  | Aktaş W 5–3        | Horne W W/O      | 1. Q         | Hamedi P 0–2     | NQ               | brąz    |
| Miho Miyahara | do 55 kg kobiet      | Plank W 6–2      | Sayed P 3–5      | Zhangbyrbay W 11–2 | Terliuga P 0–4   | 3.           | NQ               | NQ               | NQ      |
| Mayumi Someya | do 61 kg kobiet      | Çoban P 4–0      | Heurtault W 6–3  | Yin P 2–4          | Garcés P 5–8     | 4.           | NQ               | NQ               | NQ      |
| Ayumi Uekusa  | powyżej 61 kg kobiet | Semeraro P 3–4   | Zaretska P 1–4   | Hocaoğlu W 5–4     | Berultseva W 5–1 | 3.           | NQ               | NQ               | NQ      |

Kata
| Zawodnik      | Konkurencja | Runda eliminacyjna | Runda eliminacyjna | Runda rankingowa | Runda rankingowa | Finał / BM               | Finał / BM |
| Zawodnik      | Konkurencja | Wynik              | Miejsce            | Wynik            | Miejsce          | Przeciwnik Wynik         | Miejsce    |
| ------------- | ----------- | ------------------ | ------------------ | ---------------- | ---------------- | ------------------------ | ---------- |
| Ryo Kiyuna    | mężczyźni   | 28,33              | 1. Q               | 28,72            | 1. Q             | Quintero W 28,72 – 27,66 | złoto      |
| Kiyou Shimizu | kobiety     | 27,70              | 1. Q               | 27,86            | 1. Q             | Sánchez P 27,88 – 28,06  | srebro     |

### Kolarstwo

#### Kolarstwo szosowe
| Zawodnik        | Konkurencja                         | Czas     | Miejsce |
| --------------- | ----------------------------------- | -------- | ------- |
| Yukiya Arashiro | wyścig ze startu wspólnego mężczyzn | 6:15:38  | 35.     |
| Nariyuki Masuda | wyścig ze startu wspólnego mężczyzn | 6:25:16  | 84.     |
| Hiromi Kaneko   | wyścig ze startu wspólnego kobiet   | 4:01:08  | 43.     |
| Eri Yonamine    | wyścig ze startu wspólnego kobiet   | 3:55:13  | 21.     |
| Eri Yonamine    | jazda indywidualna na czas kobiet   | 34:34,97 | 22.     |

#### Kolarstwo torowe
Sprint
| Zawodnik       | Konkurencja     | Kwalifikacje | Kwalifikacje | 1 Runda         | Repasaż 1                          | 2 Runda         | Repasaż 2        | Ćwierćfinał     | Półfinał        | Finał           | Finał   |    |
| Zawodnik       | Konkurencja     | Czas         | Miejsce      | Przeciwnik Czas | Przeciwnik Czas                    | Przeciwnik Czas | Przeciwnik Czas  | Przeciwnik Czas | Przeciwnik Czas | Przeciwnik Czas | Miejsce |    |
| -------------- | --------------- | ------------ | ------------ | --------------- | ---------------------------------- | --------------- | ---------------- | --------------- | --------------- | --------------- | ------- | -- |
| Yudai Nitta    | sprint mężczyzn | 9,728        | 26.          | NQ              | NQ                                 | NQ              | NQ               | NQ              | NQ              | NQ              | NQ      |    |
| Yuta Wakimoto  | sprint mężczyzn | 9,518        | 9. Q         | Quintero 9,997  | BYE                                | Kenny 9,937     | Bötticher 10,323 | Paul 10,548     | NQ              | NQ              | NQ      |    |
| Yuka Kobayashi | sprint kobiet   | 10,711       | 17. Q        | Marchant 11,746 | Krupeckaitė Miglė Marozaitė 11,335 | Gros 11,777     | Wojnowa 11,661   | NQ              | NQ              | NQ              | NQ      | NQ |

Keirin
| Zawodnik       | Konkurencja     | 1 Runda | Repasaż | 2 Runda | 3 Runda | Finał   |
| Zawodnik       | Konkurencja     | Miejsce | Miejsce | Miejsce | Miejsce | Miejsce |
| -------------- | --------------- | ------- | ------- | ------- | ------- | ------- |
| Yudai Nitta    | keirin mężczyzn | 1. Q    | BYE     | 6.      | NQ      | NQ      |
| Yuta Wakimoto  | keirin mężczyzn | 1. Q    | BYE     | 1. Q    | 5. FB   | 7.      |
| Yuka Kobayashi | keirin kobiet   | 2. Q    | BYE     | 6.      | NQ      | NQ      |

Omnium
| Zawodnik       | Konkurencja     | Scratch | Scratch | Wyścig indywidualny na dochodzenie | Wyścig indywidualny na dochodzenie | Wyścig eliminacyjny | Wyścig eliminacyjny | Wyścig punktowy | Wyścig punktowy | Suma punktów | Miejsce |
| Zawodnik       | Konkurencja     | Miejsce | Punkty  | Miejsce                            | Punkty                             | Miejsce             | Punkty              | Miejsce         | Punkty          | Suma punktów | Miejsce |
| -------------- | --------------- | ------- | ------- | ---------------------------------- | ---------------------------------- | ------------------- | ------------------- | --------------- | --------------- | ------------ | ------- |
| Eiya Hashimoto | omnium mężczyzn | 8.      | 26      | 16.                                | 10                                 | 12.                 | 18                  | 15.             | 0               | 15.          | 54      |
| Yumi Kajihara  | omnium kobiet   | 2.      | 38      | 5.                                 | 32                                 | 2.                  | 38                  | 11.             | 2               | 110          | srebro  |

Madison
| Zawodnik                      | Konkurencja    | Punkty | Okrążenia | Miejsce |
| ----------------------------- | -------------- | ------ | --------- | ------- |
| Yumi Kajihara Kisato Nakamura | madison kobiet | DNF    | DNF       | DNF     |

#### Kolarstwo górskie
| Zawodnik       | Konkurencja            | Czas    | Miejsce |
| -------------- | ---------------------- | ------- | ------- |
| Kohei Yamamoto | cross-country mężczyzn | 1:32:35 | 29.     |
| Miho Imai      | cross-country kobiet   | -3 okr. | 37.     |

#### BMX
Wyścig
| Zawodnik           | Konkurencja         | Ćwierćfinał | Ćwierćfinał | Półfinał | Półfinał | Finał | Finał   |
| Zawodnik           | Konkurencja         | Punkty      | Miejsce     | Punkty   | Miejsce  | Wynik | Miejsce |
| ------------------ | ------------------- | ----------- | ----------- | -------- | -------- | ----- | ------- |
| Yoshitaku Nagasako | wyścig BMX mężczyzn | 12          | 5.          | NQ       | NQ       | NQ    | NQ      |
| Sae Hatakeyama     | wyścig BMX kobiet   | 22          | 6.          | NQ       | NQ       | NQ    | NQ      |

Freestyle
| Zawodnik     | Konkurencja            | Rozstawienie | Rozstawienie | Finał | Finał   |
| Zawodnik     | Konkurencja            | Wynik        | Miejsce      | Wynik | Miejsce |
| ------------ | ---------------------- | ------------ | ------------ | ----- | ------- |
| Rim Nakamura | freestyle BMX mężczyzn | 87,67        | 2.           | 85,10 | 5.      |
| Minato Oike  | freestyle BMX kobiet   | 61,45        | 8.           | 75,40 | 7.      |

### Koszykówka

#### Koszykówka klasyczna
Turniej mężczyzn
- Reprezentacja mężczyzn

| - Yuki Togashi - Makoto Hiejima - Rui Hachimura - Leo Vendrame - Yuta Watanabe - Kosuke Kanamaru |  | - Yudai Baba - Gavin Edwards - Daiki Tanaka - Avi Schafer - Hugh Watanabe - Tenketsu Harimoto |

Faza grupowa
| Drużyna   | M | Mecze | Mecze | Punkty | Punkty | Punkty | Pkt |
| Drużyna   | M | W     | P     | +      | –      | +/−    | Pkt |
| --------- | - | ----- | ----- | ------ | ------ | ------ | --- |
| Słowenia  | 3 | 3     | 0     | 329    | 268    | 61     | 6   |
| Hiszpania | 3 | 2     | 1     | 256    | 243    | 13     | 5   |
| Argentyna | 3 | 1     | 2     | 268    | 276    | −8     | 4   |
| Japonia   | 3 | 0     | 3     | 235    | 301    | −66    | 3   |

| 26 lipca 202121:00 | Japonia                                          | 77:88(14:18, 14:30, 28:21, 21:19) | Hiszpania                           | Saitama Super Arena, Saitama Sędzia: * Aleksandar Glišić - Mārtiņš Kozlovskis - Rabah Noujaim |
| 26 lipca 202121:00 | Pkt:Hachimura 20 Zb:Watanabe 8 As:Baba, Tanaka 5 | 77:88(14:18, 14:30, 28:21, 21:19) | Pkt:Rubio 20 Zb:Claver 9 As:Rubio 9 | Saitama Super Arena, Saitama Sędzia: * Aleksandar Glišić - Mārtiņš Kozlovskis - Rabah Noujaim |

| 29 lipca 202113:40 | Słowenia                              | 116:81(29:23, 24:18, 27:23, 36:17) | Japonia                                                          | Saitama Super Arena, Saitama Sędzia: * Aleksandar Glišić - Michael Weiland - Ferdinand Pascual |
| 29 lipca 202113:40 | Pkt:Dončić 25 Zb:Tobey 11 As:Dončić 7 | 116:81(29:23, 24:18, 27:23, 36:17) | Pkt:Hachimura 34 Zb:Hachimura, Watanabe 7 As:Hachimura, Tanaka 3 | Saitama Super Arena, Saitama Sędzia: * Aleksandar Glišić - Michael Weiland - Ferdinand Pascual |

| 1 sierpnia 202113:40 | Argentyna                               | 97:77(26:16, 20:22, 19:15, 32:24) | Japonia                                            | Saitama Super Arena, Saitama Sędzia: * Roberto Vázquez - Mārtiņš Kozlovskis - Michael Weiland |
| 1 sierpnia 202113:40 | Pkt:Scola 23 Zb:Scola 10 As:Campazzo 11 | 97:77(26:16, 20:22, 19:15, 32:24) | Pkt:Baba 18 Zb:Hachimura 11 As:trzech zawodników 3 | Saitama Super Arena, Saitama Sędzia: * Roberto Vázquez - Mārtiņš Kozlovskis - Michael Weiland |

Turniej kobiet
- Reprezentacja kobiet

| - Moeko Nagaoka - Maki Takada - Naho Miyoshi - Rui Machida - Nako Motohashi - Nanaka Todo |  | - Saki Hayashi - Evelyn Mawuli - Saori Miyazaki - Yuki Miyazawa - Himawari Akaho - Monica Okoye |

Faza grupowa
| Drużyna           | M | Mecze | Mecze | Punkty | Punkty | Punkty | Pkt |
| Drużyna           | M | W     | P     | +      | –      | +/−    | Pkt |
| ----------------- | - | ----- | ----- | ------ | ------ | ------ | --- |
| Stany Zjednoczone | 3 | 3     | 0     | 260    | 223    | 37     | 6   |
| Japonia           | 3 | 2     | 1     | 245    | 239    | 6      | 5   |
| Francja           | 3 | 1     | 2     | 239    | 229    | 10     | 4   |
| Nigeria           | 3 | 0     | 3     | 217    | 270    | −53    | 3   |

| 27 lipca 202110:00 | Japonia                                 | 74:70(13:17, 21:19, 18:13, 22:21) | Francja                               | Saitama Super Arena, Saitama Sędzia: * Maripier Malo - James Boyer - Jewgienij Michiejew |
| 27 lipca 202110:00 | Pkt:Hayashi 12 Zb:Akaho 9 As:Machida 11 | 74:70(13:17, 21:19, 18:13, 22:21) | Pkt:Gruda 18 Zb:Gruda 9 As:Johannès 4 | Saitama Super Arena, Saitama Sędzia: * Maripier Malo - James Boyer - Jewgienij Michiejew |

| 30 lipca 202113:40 | Stany Zjednoczone                              | 86:69(28:30, 21:10, 16:13, 21:16) | Japonia                                | Saitama Super Arena, Saitama Sędzia: * Yener Yılmaz - Jewgienij Michiejew - Gizella Györgyi |
| 30 lipca 202113:40 | Pkt:Wilson 20 Zb:Stewart 13 As:Bird, Stewart 6 | 86:69(28:30, 21:10, 16:13, 21:16) | Pkt:Takada 15 Zb:Akaho 8 As:Machida 11 | Saitama Super Arena, Saitama Sędzia: * Yener Yılmaz - Jewgienij Michiejew - Gizella Györgyi |

| 2 sierpnia 202110:00 | Nigeria                                          | 83:102(22:30, 16:21, 19:33, 26:18) | Japonia                                 | Saitama Super Arena, Saitama Sędzia: * Juan Fernández - Andreia Silva - Jewgienij Michiejew |
| 2 sierpnia 202110:00 | Pkt:Macaulay 18 Zb:Chidom, Elonu 7 As:Nyingifa 8 | 83:102(22:30, 16:21, 19:33, 26:18) | Pkt:Hayashi 23 Zb:Akaho 7 As:Machida 15 | Saitama Super Arena, Saitama Sędzia: * Juan Fernández - Andreia Silva - Jewgienij Michiejew |

Faza pucharowa
Ćwierćfinał
| 4 sierpnia 202117:20 | Japonia                                  | 86:85(19:16, 22:26, 20:26, 25:17) | Belgia                                         | Saitama Super Arena, Saitama Sędzia: * Yu Jung - Amy Bonner - James Boyer |
| 4 sierpnia 202117:20 | Pkt:Miyazawa 21 Zb:Akaho 7 As:Machida 14 | 86:85(19:16, 22:26, 20:26, 25:17) | Pkt:Meesseman 25 Zb:Meesseman 11 As:Allemand 8 | Saitama Super Arena, Saitama Sędzia: * Yu Jung - Amy Bonner - James Boyer |

Półfinał
| 6 sierpnia 202120:00 | Japonia                                         | 87:71(14:22, 27:12, 27:16, 19:21) | Francja                                  | Saitama Super Arena, Saitama Sędzia: * Maripier Malo - Luis Castillo - Jewgienij Michiejew |
| 6 sierpnia 202120:00 | Pkt:Akaho 17 Zb:Akaho, Miyazawa 7 As:Machida 18 | 87:71(14:22, 27:12, 27:16, 19:21) | Pkt:Gruda 18 Zb:Williams 8 As:Williams 7 | Saitama Super Arena, Saitama Sędzia: * Maripier Malo - Luis Castillo - Jewgienij Michiejew |

Finał
| 8 sierpnia 202111:30 | Stany Zjednoczone                        | 90:75(23:14, 27:25, 25:17, 15:19) | Japonia                               | Saitama Super Arena, Saitama Sędzia: * Manuel Mazzoni - Andreia Silva - Maripier Malo |
| 8 sierpnia 202111:30 | Pkt:Griner 30 Zb:Stewart 14 As:Taurasi 8 | 90:75(23:14, 27:25, 25:17, 15:19) | Pkt:Takada 17 Zb:Okoye 8 As:Machida 6 | Saitama Super Arena, Saitama Sędzia: * Manuel Mazzoni - Andreia Silva - Maripier Malo |

#### Koszykówka 3×3
Turniej mężczyzn
Skład reprezentacji:
- Ira Brown
- Tomoya Ochiai
- Keisei Tominaga
- Ryuto Yasuoka

| Drużyna | Konkurencja | Faza grupowa     | Faza grupowa     | Faza grupowa     | Faza grupowa     | Faza grupowa     | Faza grupowa                      | Faza grupowa     | Faza grupowa | Ćwierćfinały     | Półfinały        | Finał/BM         | Finał/BM |
| Drużyna | Konkurencja | Przeciwnik Wynik | Przeciwnik Wynik | Przeciwnik Wynik | Przeciwnik Wynik | Przeciwnik Wynik | Przeciwnik Wynik                  | Przeciwnik Wynik | Pozycja      | Przeciwnik Wynik | Przeciwnik Wynik | Przeciwnik Wynik | Pozycja  |
| ------- | ----------- | ---------------- | ---------------- | ---------------- | ---------------- | ---------------- | --------------------------------- | ---------------- | ------------ | ---------------- | ---------------- | ---------------- | -------- |
| Japonia | mężczyźni   | Polska 19:20     | Belgia 18:16     | Holandia 20:21   | Łotwa 18:21      | Serbia 11:21     | Rosyjski Komitet Olimpijski 16:19 | Chiny 21:16      | 6.           | Łotwa 18:21      | NQ               | NQ               | NQ       |

Turniej kobiet
Skład reprezentacji:
- Stephanie Mawuli
- Risa Nishioka
- Mio Shinozaki
- Mai Yamamoto

| Drużyna | Konkurencja | Faza grupowa                      | Faza grupowa     | Faza grupowa     | Faza grupowa     | Faza grupowa     | Faza grupowa     | Faza grupowa            | Faza grupowa | Ćwierćfinały     | Półfinały        | Finał/BM         | Finał/BM |
| Drużyna | Konkurencja | Przeciwnik Wynik                  | Przeciwnik Wynik | Przeciwnik Wynik | Przeciwnik Wynik | Przeciwnik Wynik | Przeciwnik Wynik | Przeciwnik Wynik        | Pozycja      | Przeciwnik Wynik | Przeciwnik Wynik | Przeciwnik Wynik | Pozycja  |
| ------- | ----------- | --------------------------------- | ---------------- | ---------------- | ---------------- | ---------------- | ---------------- | ----------------------- | ------------ | ---------------- | ---------------- | ---------------- | -------- |
| Japonia | kobiety     | Rosyjski Komitet Olimpijski 18:21 | Rumunia 20:8     | Mongolia 19:10   | Francja 19:15    | Chiny 12:15      | Włochy 22:10     | Stany Zjednoczone 20:18 | 4.           | Francja 14:16    | NQ               | NQ               | NQ       |

### Lekkoatletyka
Mężczyźni
| Zawodnik                                                         | Konkurencja           | Eliminacje | Eliminacje | Runda 1 | Runda 1 | Półfinał | Półfinał | Finał    | Finał   |
| Zawodnik                                                         | Konkurencja           | Czas       | Miejsce    | Czas    | Miejsce | Czas     | Miejsce  | Czas     | Miejsce |
| ---------------------------------------------------------------- | --------------------- | ---------- | ---------- | ------- | ------- | -------- | -------- | -------- | ------- |
| Yuki Koike                                                       | 100 m                 | BYE        | BYE        | 10,22   | 32.     | NQ       | NQ       | NQ       | NQ      |
| Shuhei Tada                                                      | 100 m                 | BYE        | BYE        | 10,22   | 33.     | NQ       | NQ       | NQ       | NQ      |
| Ryota Yamagata                                                   | 100 m                 | BYE        | BYE        | 10,15   | 24.     | NQ       | NQ       | NQ       | NQ      |
| Abdul Hakim Sani Brown                                           | 200 m                 | 21,41      | 44.        | N/A     | N/A     | NQ       | NQ       | NQ       | NQ      |
| Shota Iizuka                                                     | 200 m                 | 21,02      | 38.        | N/A     | N/A     | NQ       | NQ       | NQ       | NQ      |
| Jun Yamashita                                                    | 200 m                 | 20,78      | 32.        | N/A     | N/A     | NQ       | NQ       | NQ       | NQ      |
| Julian Walsh                                                     | 400 m                 | 46,57      | 37.        | N/A     | N/A     | NQ       | NQ       | NQ       | NQ      |
| Yuta Bando                                                       | 5000 m                | 14:05,80   | 34.        | N/A     | N/A     | N/A      | N/A      | NQ       | NQ      |
| Hiroki Matsueda                                                  | 5000 m                | 14:15,54   | 36.        | N/A     | N/A     | N/A      | N/A      | NQ       | NQ      |
| Akira Aizawa                                                     | 10 000 m              | N/A        | N/A        | N/A     | N/A     | N/A      | N/A      | 28:18,37 | 17.     |
| Tatsuhiko Ito                                                    | 10 000 m              | N/A        | N/A        | N/A     | N/A     | N/A      | N/A      | 29:01,31 | 22.     |
| Ryoma Aoki                                                       | 3000 m z przeszkodami | 8:24,82    | 26.        | N/A     | N/A     | N/A      | N/A      | NQ       | NQ      |
| Ryuji Miura                                                      | 3000 m z przeszkodami | 8:09,92    | 2. Q       | N/A     | N/A     | N/A      | N/A      | 8:16,90  | 7.      |
| Kosei Yamaguchi                                                  | 3000 m z przeszkodami | 8:31,27    | 32.        | N/A     | N/A     | N/A      | N/A      | NQ       | NQ      |
| Shunsuke Izumiya                                                 | 110 m ppł             | 13,28      | 6. Q       | N/A     | N/A     | 13,35    | 10.      | NQ       | NQ      |
| Taio Kanai                                                       | 110 m ppł             | 13,41      | 10. Q      | N/A     | N/A     | 26,11    | 24.      | NQ       | NQ      |
| Shunya Takayama                                                  | 110 m ppł             | 13,98      | 35.        | N/A     | N/A     | NQ       | NQ       | NQ       | NQ      |
| Takatoshi Abe                                                    | 400 m ppł             | 49,98      | 28.        | N/A     | N/A     | NQ       | NQ       | NQ       | NQ      |
| Kazuki Kurokawa                                                  | 400 m ppł             | 50,30      | 29.        | N/A     | N/A     | NQ       | NQ       | NQ       | NQ      |
| Hiromu Yamauchi                                                  | 400 m ppł             | 49,21      | 16. Q      | N/A     | N/A     | 49,35    | 20.      | NQ       | NQ      |
| Bruno Dede Yoshihide Kiryu Yuki Koike Shuhei Tada Ryota Yamagata | 4 × 100 m             | 38,16      | 9. Q       | N/A     | N/A     | N/A      | N/A      | DNF      | DNF     |
| Rikuya Itō Kaito Kawabata Kentarō Satō Aoto Suzuki Julian Walsh  | 4 × 400 m             | 3:00,76    | 10.        | N/A     | N/A     | N/A      | N/A      | NQ       | NQ      |
| Shogo Nakamura                                                   | maraton               | N/A        | N/A        | N/A     | N/A     | N/A      | N/A      | 2:22:23  | 62.     |
| Suguru Osako                                                     | maraton               | N/A        | N/A        | N/A     | N/A     | N/A      | N/A      | 2:10:41  | 6.      |
| Yuma Hattori                                                     | maraton               | N/A        | N/A        | N/A     | N/A     | N/A      | N/A      | 2:30:08  | 73.     |
| Koki Ikeda                                                       | chód na 20 km         | N/A        | N/A        | N/A     | N/A     | N/A      | N/A      | 1:12:14  | srebro  |
| Eiki Takahashi                                                   | chód na 20 km         | N/A        | N/A        | N/A     | N/A     | N/A      | N/A      | 1:27:29  | 32.     |
| Toshikazu Yamanishi                                              | chód na 20 km         | N/A        | N/A        | N/A     | N/A     | N/A      | N/A      | 1:12:28  | brąz    |
| Hayato Katsuki                                                   | chód na 50 km         | N/A        | N/A        | N/A     | N/A     | N/A      | N/A      | 4:06:32  | 30.     |
| Masatora Kawano                                                  | chód na 50 km         | N/A        | N/A        | N/A     | N/A     | N/A      | N/A      | 3:51:56  | 6.      |
| Satoshi Maruo                                                    | chód na 50 km         | N/A        | N/A        | N/A     | N/A     | N/A      | N/A      | 4:06:44  | 32.     |

| Zawodnik          | Konkurencja    | Kwalifikacje | Kwalifikacje | Finał    | Finał   |
| Zawodnik          | Konkurencja    | Rezultat     | Miejsce      | Rezultat | Miejsce |
| ----------------- | -------------- | ------------ | ------------ | -------- | ------- |
| Yuki Hashioka     | skok w dal     | 8,17 m       | 3. Q         | 8,10 m   | 6.      |
| Shotaro Shiroyama | skok w dal     | 7,70 m       | 23.          | NQ       | NQ      |
| Hibiki Tsuha      | skok w dal     | 7,61 m       | 26.          | NQ       | NQ      |
| Takashi Eto       | skok wzwyż     | 2,21 m       | 17.          | NQ       | NQ      |
| Naoto Tobe        | skok wzwyż     | 2,28 m       | 4. q         | 2,24 m   | 13.     |
| Masaki Ejima      | skok o tyczce  | 5,30 m       | 25.          | NQ       | NQ      |
| Seito Yamamoto    | skok o tyczce  | 5,30 m       | 25.          | NQ       | NQ      |
| Takuto Kominami   | rzut oszczepem | 78,39 m      | 19.          | NQ       | NQ      |

Kobiety
| Ran Urabe                                                  | 1500 m                | 4:07,90  | 30.   | NQ      | NQ   | NQ       | NQ  |    |    |
| Nozomi Tanaka                                              | 1500 m                | 4:02,33  | 4. Q  | 3:59,19 | 5. Q | 3:59,95  | 8.  |    |    |
| Kaede Hagitani                                             | 5000 m                | 15:04,95 | 21,   | N/A     | N/A  | NQ       | NQ  |    |    |
| Ririka Hironaka                                            | 5000 m                | 14:55,87 | 12. q | N/A     | N/A  | 14:52,84 | 9.  |    |    |
| Nozomi Tanaka                                              | 5000 m                | 14:59,93 | 16.   | N/A     | N/A  | NQ       | NQ  |    |    |
| Yuka Ando                                                  | 10 000 m              | N/A      | N/A   | N/A     | N/A  | 32:40,77 | 23. |    |    |
| Ririka Hironaka                                            | 10 000 m              | N/A      | N/A   | N/A     | N/A  | 31:00,71 | 7.  |    |    |
| Hitomi Niiya                                               | 10 000 m              | N/A      | N/A   | N/A     | N/A  | 32:23,87 | 22. |    |    |
| Masumi Aoki                                                | 100 m ppł             | 13,59    | 37.   | NQ      | NQ   | NQ       | NQ  |    |    |
| Ayako Kimura                                               | 100 m ppł             | 13,25    | 34.   | NQ      | NQ   | NQ       | NQ  |    |    |
| Asuka Terada                                               | 100 m ppł             | 12,95    | 17. q | 13,06   | 20.  | NQ       | NQ  |    |    |
| Yuno Yamanaka                                              | 3000 m z przeszkodami | 9:43,83  | 31.   | N/A     | N/A  | NQ       | NQ  | NQ | NQ |
| Hanae Aoyama Yu Ishikawa Mei Kodama Remi Tsuruta Ami Saitō | 4 × 100 m             | 43,44    | 7.    | N/A     | N/A  | NQ       | NQ  |    |    |
| Mao Ichiyama                                               | maraton               | N/A      | N/A   | N/A     | N/A  | 2:30:13  | 8.  |    |    |
| Honami Maeda                                               | maraton               | N/A      | N/A   | N/A     | N/A  | 2:35:28  | 33. |    |    |
| Ayuko Suzuki                                               | maraton               | N/A      | N/A   | N/A     | N/A  | 2:33:14  | 19. |    |    |
| Nanako Fujii                                               | chód na 20 km         | N/A      | N/A   | N/A     | N/A  | 1:31:55  | 13. |    |    |
| Kumiko Okada                                               | chód na 20 km         | N/A      | N/A   | N/A     | N/A  | 1:31:57  | 15. |    |    |

| Zawodniczka      | Konkurencja    | Kwalifikacje | Kwalifikacje | Finał    | Finał   |
| Zawodniczka      | Konkurencja    | Rezultat     | Miejsce      | Rezultat | Miejsce |
| ---------------- | -------------- | ------------ | ------------ | -------- | ------- |
| Haruka Kitaguchi | rzut oszczepem | 62,06 m      | 6. q         | 55,42 m  | 12.     |

### Łucznictwo
Mężczyźni
| Zawodnik                                  | Konkurencja   | Runda rankingowa | Runda rankingowa | 1/32             | 1/16             | 1/8              | Ćwierćfinał      | Półfinał         | Finał / BM       | Finał / BM |
| Zawodnik                                  | Konkurencja   | Wynik            | Rozstawienie     | Przeciwnik Wynik | Przeciwnik Wynik | Przeciwnik Wynik | Przeciwnik Wynik | Przeciwnik Wynik | Przeciwnik Wynik | Miejsce    |
| ----------------------------------------- | ------------- | ---------------- | ---------------- | ---------------- | ---------------- | ---------------- | ---------------- | ---------------- | ---------------- | ---------- |
| Takaharu Furukawa                         | indywidualnie | 649              | 46.              | Álvarez W 7–3    | Broeksma W 6–5   | Das W 3–1        | Li W 4–0         | Gazoz P 1–4      | Tang W 4–1       | brąz       |
| Yuki Kawata                               | indywidualnie | 661              | 22.              | de Smedt P 2–6   | NQ               | NQ               | NQ               | NQ               | NQ               | NQ         |
| Hiroki Muto                               | indywidualnie | 678              | 5.               | Shanny P 3–7     | NQ               | NQ               | NQ               | NQ               | NQ               | NQ         |
| Takaharu Furukawa Yuki Kawata Hiroki Muto | drużynowo     | 1988             | 4.               | N/A              | N/A              | BYE              | W 5–1            | P 4–5            | W 5–4            | brąz       |

Kobiety
| Zawodnik                                  | Konkurencja   | Runda rankingowa | Runda rankingowa | 1/32             | 1/16             | 1/8              | Ćwierćfinał      | Półfinał         | Finał / BM       | Finał / BM |    |
| Zawodnik                                  | Konkurencja   | Wynik            | Rozstawienie     | Przeciwnik Wynik | Przeciwnik Wynik | Przeciwnik Wynik | Przeciwnik Wynik | Przeciwnik Wynik | Przeciwnik Wynik | Miejsce    |    |
| ----------------------------------------- | ------------- | ---------------- | ---------------- | ---------------- | ---------------- | ---------------- | ---------------- | ---------------- | ---------------- | ---------- | -- |
| Ren Hayakawa                              | indywidualnie | 653              | 16.              | Đỗ W 6–5         | Kaufhold W 6–2   | An P 4–6         | NQ               | NQ               | NQ               | NQ         |    |
| Miki Nakamura                             | indywidualnie | 639              | 31.              | Horáčková W 6–2  | Jang W 6–2       | Wu P 1–7         | NQ               | NQ               | NQ               | NQ         |    |
| Azusa Yamauchi                            | indywidualnie | 665              | 7.               | Bishindeeg W 6–2 | Marusava P 0–6   | NQ               | NQ               | NQ               | NQ               | NQ         | NQ |
| Ren Hayakawa Miki Nakamura Azusa Yamauchi | drużynowo     | 1957             | 4.               | N/A              | N/A              | BYE              | P 3–5            | NQ               | NQ               | NQ         |    |

Mikst
| Zawodnik                   | Konkurencja | Runda rankingowa | Runda rankingowa | 1/8              | Ćwierćfinał      | Półfinał         | Finał / BM       | Finał / BM |
| Zawodnik                   | Konkurencja | Wynik            | Rozstawienie     | Przeciwnik Wynik | Przeciwnik Wynik | Przeciwnik Wynik | Przeciwnik Wynik | Miejsce    |
| -------------------------- | ----------- | ---------------- | ---------------- | ---------------- | ---------------- | ---------------- | ---------------- | ---------- |
| Hiroki Muto Azusa Yamauchi | Mikst       | 1343             | 3.               | P 3–5            | NQ               | NQ               | NQ               | NQ         |

### Pięciobój nowoczesny
| Zawodnik         | Konkurencja | Szermierka (szpada) | Szermierka (szpada) | Szermierka (szpada) | Szermierka (szpada) | Pływanie (200 m stylem dowolnym) | Pływanie (200 m stylem dowolnym) | Pływanie (200 m stylem dowolnym) | Jeździectwo (skoki przez przeszkody) | Jeździectwo (skoki przez przeszkody) | Jeździectwo (skoki przez przeszkody) | Bieg ze strzelaniem (pistolet pneumatyczny, 10 m)/(3200 m) | Bieg ze strzelaniem (pistolet pneumatyczny, 10 m)/(3200 m) | Bieg ze strzelaniem (pistolet pneumatyczny, 10 m)/(3200 m) | Suma punktów | Miejsce |
| Zawodnik         | Konkurencja | RR                  | RB                  | Miejsce             | Punkty              | Czas                             | Miejsce                          | Punkty                           | Punkty karne                         | Miejsce                              | Punkty                               | Czas                                                       | Miejsce                                                    | Punkty                                                     | Suma punktów | Miejsce |
| ---------------- | ----------- | ------------------- | ------------------- | ------------------- | ------------------- | -------------------------------- | -------------------------------- | -------------------------------- | ------------------------------------ | ------------------------------------ | ------------------------------------ | ---------------------------------------------------------- | ---------------------------------------------------------- | ---------------------------------------------------------- | ------------ | ------- |
| Shōhei Iwamoto   | mężczyźni   | 12                  | 1                   | 30.                 | 173                 | 2:03,75                          | 20.                              | 303                              | 21                                   | 20.                                  | 279                                  | 11:52,87                                                   | 31.                                                        | 588                                                        | 1343         | 28.     |
| Rena Shimazu     | kobiety     | 14                  | 0                   | 32.                 | 184                 | 2:10,65                          | 9.                               | 289                              | 48                                   | 24.                                  | 252                                  | 12:34,40                                                   | 17.                                                        | 546                                                        | 1271         | 23.     |
| Natsumi Takamiya | kobiety     | 14                  | 1                   | 28.                 | 185                 | 2:11,54                          | 11.                              | 287                              | DNF                                  | DNF                                  | DNF                                  | DNF                                                        | DNF                                                        | DNF                                                        | DNF          | DNF     |

### Piłka nożna
Turniej mężczyzn
- Reprezentacja mężczyzn

| - Keisuke Osako - Hiroki Sakai - Yuta Nakayama - Ko Itakura - Maya Yoshida (kapitan) - Wataru Endo - Takefusa Kubo - Koji Miyoshi - Daizen Maeda - Ritsu Dōan - Kaoru Mitoma |  | - Kosei Tani - Reo Hatate - Takehiro Tomiyasu - Daiki Hashioka - Yuki Soma - Ao Tanaka - Ayase Ueda - Daichi Hayashi - Koki Machida - Ayumu Seko - Zion Suzuki |

Faza grupowa
| Drużyna           | M | Mecze | Mecze | Mecze | Bramki | Bramki | Bramki | Pkt |
| Drużyna           | M | W     | R     | P     | +      | –      | +/−    | Pkt |
| ----------------- | - | ----- | ----- | ----- | ------ | ------ | ------ | --- |
| Japonia           | 3 | 3     | 0     | 0     | 7      | 1      | 6      | 9   |
| Meksyk            | 3 | 2     | 0     | 1     | 8      | 3      | 5      | 6   |
| Francja           | 3 | 1     | 0     | 2     | 5      | 11     | −6     | 3   |
| Południowa Afryka | 3 | 0     | 0     | 3     | 3      | 8      | −5     | 0   |

| 22 lipca 2021 20:00 UTC+09:00 | Japonia · Kubo 71' | 1:0(0:0)Raport | Południowa Afryka | Tokyo Stadium, Tokio Sędzia: Jesús Valenzuela |
|                               |                    |                |                   |                                               |

| 25 lipca 2021 20:00 UTC+09:00 | Japonia · Kubo 6' · Dōan 11' (k.) | 2:1(2:0)Raport | Meksyk · 85' Alvarado | Saitama Stadium, Saitama Sędzia: Artur Soares Dias |
|                               |                                   |                |                       |                                                    |

| 28 lipca 2021 20:30 UTC+09:00 | Francja | 0:4(0:2)Raport | Japonia · 27' Kubo · 34' Sakai · 70' Miyoshi · 90+1' Maeda | International Stadium Yokohama, Yokohama Sędzia: Iván Barton |
|                               |         |                |                                                            |                                                              |

Faza pucharowa
Ćwierćfinał
| 31 lipca 2021 18:00 UTC+09:00       | Japonia | 0:0, po dogrywce k. 4:2(0:0)Raport | Nowa Zelandia | Kashima Stadium, Kashima Sędzia: Ismail Elfath |
|                                     |         |                                    |               |                                                |
|                                     |         | Rzuty karne                        |               |                                                |
| Ueda · Itakura · Nakayama · Yoshida |         | Wood · Cacace · Lewis · McCowatt   |               |                                                |

Półfinał
| 3 sierpnia 2021 20:00 UTC+09:00 | Japonia | 0:1, po dogrywce(0:0)Raport | Hiszpania · 115' Marco Asensio | Saitama Stadium, Saitama Sędzia: Kevin Ortega |
|                                 |         |                             |                                |                                               |

Mecz o brązowy medal
| 6 sierpnia 2021 18:00 UTC+09:00 | Meksyk · Córdova 13' (k.) · Vásquez 22' · Alexis Vega 58' | 3:1(2:0)Raport | Japonia · 78' Mitoma | Saitama Stadium, Saitama Sędzia: Bamlak Tessema Weyesa |
|                                 |                                                           |                |                      |                                                        |

Turniej kobiet
- Reprezentacja kobiet

| - Sakiko Ikeda - Risa Shimizu - Saori Takarada - Saki Kumagai (kapitan) - Moeka Minami - Hina Sugita - Emi Nakajima - Narumi Miura - Yuika Sugasawa - Mana Iwabuchi - Mina Tanaka |  | - Jun Endo - Yuzuho Shiokoshi - Yui Hasegawa - Yuka Momiki - Asato Miyagawa - Nanami Kitamura - Ayaka Yamashita - Shiori Miyake - Honoka Hayashi - Momoka Kinoshita - Chika Hirao |

Faza grupowa
| Drużyna         | M | Mecze | Mecze | Mecze | Bramki | Bramki | Bramki | Pkt |
| Drużyna         | M | W     | R     | P     | +      | –      | +/−    | Pkt |
| --------------- | - | ----- | ----- | ----- | ------ | ------ | ------ | --- |
| Wielka Brytania | 3 | 2     | 1     | 0     | 4      | 1      | 3      | 7   |
| Kanada          | 3 | 1     | 2     | 0     | 4      | 3      | 1      | 5   |
| Japonia         | 3 | 1     | 1     | 1     | 2      | 2      | 0      | 4   |
| Chile           | 3 | 0     | 0     | 3     | 1      | 5      | −4     | 0   |

| 21 lipca 2021 19:30 UTC+09:00 | Japonia · Iwabuchi 84' | 1:1(0:1)Raport | Kanada · 6' Sinclair | Sapporo Dome, Sapporo Sędzia: Edina Alves Batista |
|                               |                        |                |                      |                                                   |

| 24 lipca 2021 19:30 UTC+09:00 | Japonia | 0:1(0:0)Raport | Wielka Brytania · 74' White | Sapporo Dome, Sapporo Sędzia: Anastassija Pustowoitowa |
|                               |         |                |                             |                                                        |

| 27 lipca 2021 20:00 UTC+09:00 | Chile | 0:1(0:0)Raport | Japonia · 77' Tanaka | Miyagi Stadium, Rifu Sędzia: Melissa Borjas |
|                               |       |                |                      |                                             |

Faza pucharowa
Ćwierćfinał
| 30 lipca 2021 03:00 UTC+09:00 | Szwecja · Eriksson 7' · Blackstenius 53' · Asllani 68' (k.) | 3:1(1:1)Raport | Japonia · 23' Tanaka | Saitama Stadium, Saitama Sędzia: Lucila Venegas |
|                               |                                                             |                |                      |                                                 |

### Piłka ręczna
Turniej mężczyzn
- Reprezentacja mężczyzn

| - Naoki Sugioka - Yuta Iwashita - Kenya Kasahara - Adam Yuki Baig - Kohei Narita - Shinnosuke Tokuda - Jin Watanabe - Remi Anri Doi |  | - Motoki Sakai - Hiroki Motoki - Tatsuki Yoshino - Yuto Agarie - Kotaro Mizumachi - Rennosuke Tokuda - Shuichi Yoshida |

Faza grupowa
| Drużyna    | M | Mecze | Mecze | Mecze | Bramki | Bramki | Bramki | Pkt |
| Drużyna    | M | W     | R     | P     | +      | –      | +/−    | Pkt |
| ---------- | - | ----- | ----- | ----- | ------ | ------ | ------ | --- |
| Dania      | 5 | 4     | 0     | 1     | 174    | 139    | 35     | 8   |
| Egipt      | 5 | 4     | 0     | 1     | 154    | 134    | 20     | 8   |
| Szwecja    | 5 | 4     | 0     | 1     | 144    | 142    | 2      | 8   |
| Bahrajn    | 5 | 1     | 0     | 4     | 129    | 149    | −20    | 2   |
| Portugalia | 5 | 1     | 0     | 4     | 143    | 156    | −13    | 2   |
| Japonia    | 5 | 1     | 0     | 4     | 146    | 170    | −24    | 2   |

| 24 lipca 202121:30 | Dania             | 47:30(25:14) | Japonia  | Yoyogi National Gymnasium, Tokio Sędzia: Robert Schulze Tobias Tönnies |
| 24 lipca 202121:30 | Holm, Saugstrup 8 | 47:30(25:14) | 8 Motoki | Yoyogi National Gymnasium, Tokio Sędzia: Robert Schulze Tobias Tönnies |
| 24 lipca 202121:30 | 1× · 1×           | 47:30(25:14) | 4× · 1×  | Yoyogi National Gymnasium, Tokio Sędzia: Robert Schulze Tobias Tönnies |

| 26 lipca 202121:30 | Japonia  | 26:28(14:17) | Szwecja | Yoyogi National Gymnasium, Tokio Sędzia: Bojan Lah David Sok |
| 26 lipca 202121:30 | Motoki 6 | 26:28(14:17) | 8 Wanne | Yoyogi National Gymnasium, Tokio Sędzia: Bojan Lah David Sok |
| 26 lipca 202121:30 | 4× · 1×  | 26:28(14:17) | 1× · 1× | Yoyogi National Gymnasium, Tokio Sędzia: Bojan Lah David Sok |

| 28 lipca 202114:15 | Japonia  | 29:33(11:18) | Egipt      | Yoyogi National Gymnasium, Tokio Sędzia: Robert Schulze Tobias Tönnies |
| 28 lipca 202114:15 | Tokuda 8 | 29:33(11:18) | 8 El-Ahmar | Yoyogi National Gymnasium, Tokio Sędzia: Robert Schulze Tobias Tönnies |
| 28 lipca 202114:15 | 7× · 1×  | 29:33(11:18) | 2×         | Yoyogi National Gymnasium, Tokio Sędzia: Robert Schulze Tobias Tönnies |

| 30 lipca 202111:00 | Bahrajn            | 32:30(17:16) | Japonia  | Yoyogi National Gymnasium, Tokio Sędzia: Oscar Raluy Lopez Angel Sabroso Ramirez |
| 30 lipca 202111:00 | Al-Sayyad, Habib 7 | 32:30(17:16) | 7 Motoki | Yoyogi National Gymnasium, Tokio Sędzia: Oscar Raluy Lopez Angel Sabroso Ramirez |
| 30 lipca 202111:00 | 4× · 2×            | 32:30(17:16) | 4×       | Yoyogi National Gymnasium, Tokio Sędzia: Oscar Raluy Lopez Angel Sabroso Ramirez |

| 1 sierpnia 202109:00 | Portugalia            | 30:31(14:16) | Japonia  | Yoyogi National Gymnasium, Tokio Sędzia: Arthur Brunner Morad Salah |
| 1 sierpnia 202109:00 | czterech zawodników 4 | 30:31(14:16) | 6 Tokuda | Yoyogi National Gymnasium, Tokio Sędzia: Arthur Brunner Morad Salah |
| 1 sierpnia 202109:00 | 4× · 2×               | 30:31(14:16) | 2× · 2×  | Yoyogi National Gymnasium, Tokio Sędzia: Arthur Brunner Morad Salah |

Turniej kobiet
- Reprezentacja kobiet

| - Kaho Sunami - Yui Sunami - Sayo Shiota - Aya Yokoshima - Mana Horikawa - Minami Itano - Yuki Tanabe - Ayaka Ikehara |  | - Nozomi Hara - Mana Ohyama - Haruno Sasaki - Shiori Nagata - Sakura Hauge - Maharu Kondo - Shio Fujii - Mayuko Ishitate |

Faza grupowa
| Drużyna          | M | Mecze | Mecze | Mecze | Bramki | Bramki | Bramki | Pkt |
| Drużyna          | M | W     | R     | P     | +      | –      | +/−    | Pkt |
| ---------------- | - | ----- | ----- | ----- | ------ | ------ | ------ | --- |
| Norwegia         | 5 | 5     | 0     | 0     | 170    | 123    | 47     | 10  |
| Holandia         | 5 | 4     | 0     | 1     | 169    | 143    | 26     | 8   |
| Czarnogóra       | 5 | 2     | 0     | 3     | 139    | 142    | −3     | 4   |
| Korea Południowa | 5 | 1     | 1     | 3     | 147    | 165    | −18    | 3   |
| Angola           | 5 | 1     | 1     | 3     | 130    | 156    | −26    | 3   |
| Japonia          | 5 | 1     | 0     | 4     | 124    | 150    | −26    | 2   |

| 25 sierpnia 20219:00 | Holandia  | 32:31(18:10) | Japonia      | Yoyogi National Gymnasium, Tokio Sędzia: Mariana García Maria Ines Paolantoni |
| 25 sierpnia 20219:00 | Abbingh 7 | 32:31(18:10) | Shio Fujii 6 | Yoyogi National Gymnasium, Tokio Sędzia: Mariana García Maria Ines Paolantoni |
| 25 sierpnia 20219:00 | 2×        | 32:31(18:10) | 3× · 1×      | Yoyogi National Gymnasium, Tokio Sędzia: Mariana García Maria Ines Paolantoni |

| 27 lipca 202109:00 | Japonia         | 29:26(14:13) | Czarnogóra | Yoyogi National Gymnasium, Tokio Sędzia: Wiktorija Alpaidze Tatiana Berezkina |
| 27 lipca 202109:00 | Hara, Ikehara 6 | 29:26(14:13) | Brnović 6  | Yoyogi National Gymnasium, Tokio Sędzia: Wiktorija Alpaidze Tatiana Berezkina |
| 27 lipca 202109:00 | 8× · 1× · 1×    | 29:26(14:13) | 3× · 2×    | Yoyogi National Gymnasium, Tokio Sędzia: Wiktorija Alpaidze Tatiana Berezkina |

| 29 lipca 202114:15 | Japonia | 24:27(11:12) | Korea Południowa | Yoyogi National Gymnasium, Tokio Sędzia: Mirza Kurtagic Mattias Wetterwik |
| 29 lipca 202114:15 | Kondo 7 | 24:27(11:12) | Ryu 9            | Yoyogi National Gymnasium, Tokio Sędzia: Mirza Kurtagic Mattias Wetterwik |
| 29 lipca 202114:15 | 3× · 1× | 24:27(11:12) | 3×               | Yoyogi National Gymnasium, Tokio Sędzia: Mirza Kurtagic Mattias Wetterwik |

| 31 lipca 202109:00 | Angola             | 28:25(15:13) | Japonia | Yoyogi National Gymnasium, Tokio Sędzia: Mariana García Maria Ines Paolantoni |
| 31 lipca 202109:00 | trzy zawodniczki 5 | 28:25(15:13) | Hara 6  | Yoyogi National Gymnasium, Tokio Sędzia: Mariana García Maria Ines Paolantoni |
| 31 lipca 202109:00 | 2× · 1×            | 28:25(15:13) | 1× · 1× | Yoyogi National Gymnasium, Tokio Sędzia: Mariana García Maria Ines Paolantoni |

| 2 sierpnia 202121:30 | Norwegia   | 37:25(16:11) | Japonia             | Yoyogi National Gymnasium, Tokio Sędzia: Heidy El-Saied Yasmina El-Saied |
| 2 sierpnia 202121:30 | Frafjord 6 | 37:25(16:11) | Ohyama, Yokoshima 5 | Yoyogi National Gymnasium, Tokio Sędzia: Heidy El-Saied Yasmina El-Saied |
| 2 sierpnia 202121:30 | 3×         | 37:25(16:11) | 1× · 2×             | Yoyogi National Gymnasium, Tokio Sędzia: Heidy El-Saied Yasmina El-Saied |

### Piłka wodna
Turniej mężczyzn
- Reprezentacja Japonii

| - Katsuyuki Tanamura - Seiya Adachi - Harukiirario Koppu - Mitsuaki Shiga - Takuma Yoshida - Toi Suzuki - Yusuke Shimizu |  | - Mitsuru Takata - Atsushi Arai - Yusuke Inaba - Keigo Okawa (kapitan) - Kenta Araki - Tomoyoshi Fukushima |

Faza grupowa
| Drużyna           | M | Mecze | Mecze | Mecze | Bramki | Bramki | Bramki | Pkt |
| Drużyna           | M | W     | R     | P     | +      | –      | +/−    | Pkt |
| ----------------- | - | ----- | ----- | ----- | ------ | ------ | ------ | --- |
| Grecja            | 5 | 4     | 1     | 0     | 68     | 34     | 34     | 9   |
| Włochy            | 5 | 3     | 2     | 0     | 60     | 32     | 28     | 8   |
| Węgry             | 5 | 3     | 1     | 1     | 64     | 35     | 29     | 7   |
| Stany Zjednoczone | 5 | 2     | 0     | 3     | 59     | 53     | 6      | 4   |
| Japonia           | 5 | 1     | 0     | 4     | 65     | 66     | −1     | 2   |
| Południowa Afryka | 5 | 0     | 0     | 5     | 20     | 116    | −96    | 0   |

| 25 lipca 202114:00 | Stany Zjednoczone | 15:13(3:3, 4:5, 4:2, 4:3) | Japonia             | Tokyo Tatsumi International Swimming Center, Tokio Sędzia: Sébastien Dervieux Arkadij Wojewodin |
| 25 lipca 202114:00 | Bowen 5           | 15:13(3:3, 4:5, 4:2, 4:3) | trzech zawodników 3 | Tokyo Tatsumi International Swimming Center, Tokio Sędzia: Sébastien Dervieux Arkadij Wojewodin |

| 27 lipca 202118:20 | Japonia        | 11:16(3:4, 5:4, 2:5, 1:3) | Węgry     | Tokyo Tatsumi International Swimming Center, Tokio Sędzia: Michiel Zwart Nenad Periš |
| 27 lipca 202118:20 | Inaba, Okawa 3 | 11:16(3:4, 5:4, 2:5, 1:3) | Zalánki 4 | Tokyo Tatsumi International Swimming Center, Tokio Sędzia: Michiel Zwart Nenad Periš |

| 29 lipca 202118:20 | Grecja                  | 10:9(1:1, 4:4, 2:1, 3:3) | Japonia  | Tokyo Tatsumi International Swimming Center, Tokio Sędzia: Adrian Alexandrescu Vojin Putniković |
| 29 lipca 202118:20 | Kapotsis, Genidounias 3 | 10:9(1:1, 4:4, 2:1, 3:3) | Adachi 3 | Tokyo Tatsumi International Swimming Center, Tokio Sędzia: Adrian Alexandrescu Vojin Putniković |

| 31 lipca 202118:20 | Włochy              | 16:8(5:0, 3:3, 3:1, 5:4) | Japonia | Tokyo Tatsumi International Swimming Center, Tokio Sędzia: Stanko Ivanovski Nenad Periš |
| 31 lipca 202118:20 | Bodegas, Figlioli 3 | 16:8(5:0, 3:3, 3:1, 5:4) | Inaba 3 | Tokyo Tatsumi International Swimming Center, Tokio Sędzia: Stanko Ivanovski Nenad Periš |

| 2 sierpnia 202118:20 | Japonia        | 24:9(5:4, 7:4, 6:1, 6:0) | Południowa Afryka | Tokyo Tatsumi International Swimming Center, Tokio Sędzia: John Waldow Vojin Putniković |
| 2 sierpnia 202118:20 | Adachi, Arai 4 | 24:9(5:4, 7:4, 6:1, 6:0) | Neill 4           | Tokyo Tatsumi International Swimming Center, Tokio Sędzia: John Waldow Vojin Putniković |

Turniej kobiet
- Reprezentacja Japonii

| - Rikako Miura - Yumi Arima - Akari Inaba - Eruna Ura - Kaho Iwano - Miku Koide - Maiko Hashida |  | - Yuki Niizawa (kapitan) - Minori Yamamoto - Kako Kawaguchi - Marina Tokumoto - Kyoko Kudo - Minami Shioya |

Faza grupowa
| Drużyna                     | M | Mecze | Mecze | Mecze | Bramki | Bramki | Bramki | Pkt |
| Drużyna                     | M | W     | R     | P     | +      | –      | +/−    | Pkt |
| --------------------------- | - | ----- | ----- | ----- | ------ | ------ | ------ | --- |
| Stany Zjednoczone           | 4 | 3     | 0     | 1     | 64     | 26     | 38     | 6   |
| Węgry                       | 4 | 2     | 1     | 1     | 46     | 43     | 3      | 5   |
| Rosyjski Komitet Olimpijski | 4 | 2     | 1     | 1     | 53     | 61     | −8     | 5   |
| Chiny                       | 4 | 2     | 0     | 2     | 51     | 50     | 1      | 4   |
| Japonia                     | 4 | 0     | 0     | 4     | 44     | 78     | −34    | 0   |

| 24 lipca 202114:00 | Japonia | 4:25(3:8, 0:6, 1:7, 0:4) | Stany Zjednoczone       | Tokyo Tatsumi International Swimming Center, Tokio Sędzia: Germán Moller Nicola Johnson |
| 24 lipca 202114:00 | Koide 2 | 4:25(3:8, 0:6, 1:7, 0:4) | Haralabidis, Steffens 5 | Tokyo Tatsumi International Swimming Center, Tokio Sędzia: Germán Moller Nicola Johnson |

| 28 lipca 202118:20 | Chiny   | 16:11(5:2, 4:3, 4:3, 3:3) | Japonia | Tokyo Tatsumi International Swimming Center, Tokio Sędzia: Marie-Claude Deslières Wiktor Sałniczenko |
| 28 lipca 202118:20 | Zhang 5 | 16:11(5:2, 4:3, 4:3, 3:3) | Arima 3 | Tokyo Tatsumi International Swimming Center, Tokio Sędzia: Marie-Claude Deslières Wiktor Sałniczenko |

| 30 lipca 202118:20 | Japonia        | 13:17(4:3, 3:4, 3:5, 3:5) | Węgry    | Tokyo Tatsumi International Swimming Center, Tokio Sędzia: Adrian Alexandrescu Vojin Putniković |
| 30 lipca 202118:20 | Arima, Inaba 4 | 13:17(4:3, 3:4, 3:5, 3:5) | Parkes 6 | Tokyo Tatsumi International Swimming Center, Tokio Sędzia: Adrian Alexandrescu Vojin Putniković |

| 1 sierpnia 202118:20 | Rosyjski Komitet Olimpijski | 20:16(5:5, 7:3, 6:4, 2:4) | Japonia | Tokyo Tatsumi International Swimming Center, Tokio Sędzia: Marie-Claude Deslières Dion Willis |
| 1 sierpnia 202118:20 | Sierżantowa 4               | 20:16(5:5, 7:3, 6:4, 2:4) | Arima 5 | Tokyo Tatsumi International Swimming Center, Tokio Sędzia: Marie-Claude Deslières Dion Willis |

### Pływanie
Mężczyźni
| Zawodnik                                                               | Konkurencja               | Eliminacje | Eliminacje | Półfinał | Półfinał | Finał     | Finał   |
| Zawodnik                                                               | Konkurencja               | Czas       | Miejsce    | Czas     | Miejsce  | Czas      | Miejsce |
| ---------------------------------------------------------------------- | ------------------------- | ---------- | ---------- | -------- | -------- | --------- | ------- |
| Kosuke Hagino                                                          | 200 m st. zmiennym        | 1:57,39    | 5. Q       | 1:57,47  | 6. Q     | 1:57,49   | 6.      |
| Tomoru Honda                                                           | 200 m st. motylkowym      | 1:55,10    | 6. Q       | 1:55,31  | 8. Q     | 1:53,73   | srebro  |
| Yuki Ikari                                                             | 400 m st. zmiennym        | 4:12,08    | 11.        | N/A      | N/A      | NQ        | NQ      |
| Ryosuke Irie                                                           | 100 m st. grzbietowym     | 52,99      | 5. Q       | 53,21    | 9.       | NQ        | NQ      |
| Ryosuke Irie                                                           | 200 m st. grzbietowym     | 1:56,97    | 8. Q       | 1:56,69  | 8. Q     | 1:57,32   | 7.      |
| Takeshi Kawamoto                                                       | 100 m st. motylkowym      | 51,93      | 20.        | NQ       | NQ       | NQ        | NQ      |
| Katsuhiro Matsumoto                                                    | 200 m st. dowolnym        | 1:46,69    | 17.        | NQ       | NQ       | NQ        | NQ      |
| Taishin Minamide                                                       | 10 km na otwartym akwenie | N/A        | N/A        | N/A      | N/A      | 1:53:07,5 | 13.     |
| Naoki Mizunuma                                                         | 100 m st. motylkowym      | 51,57      | 12. Q      | 51,46    | 10.      | NQ        | NQ      |
| Ryuya Mura                                                             | 100 m st. klasycznym      | 59,40      | 11. Q      | 59,82    | 13.      | NQ        | NQ      |
| Ryuya Mura                                                             | 200 m st. klasycznym      | 2:09,00    | 8. Q       | 2:08,27  | 6. Q     | 2:08,42   | 7.      |
| Katsumi Nakamura                                                       | 100 m st. dowolnym        | 48,48      | 17.        | NQ       | NQ       | NQ        | NQ      |
| Shoma Sato                                                             | 100 m st. klasycznym      | 1:00,04    | 23.        | NQ       | NQ       | NQ        | NQ      |
| Shoma Sato                                                             | 200 m st. klasycznym      | 2:09,43    | 11. Q      | 2:09,04  | 10.      | NQ        | NQ      |
| Daiya Seto                                                             | 200 m st. motylkowym      | 1:55,26    | 9. Q       | 1:55,50  | 11.      | NQ        | NQ      |
| Daiya Seto                                                             | 200 m st. zmiennym        | 1:58,15    | 16. Q      | 1:56,86  | 3. Q     | 1:56,22   | 4.      |
| Daiya Seto                                                             | 400 m st. zmiennym        | 4:10,52    | 9.         | N/A      | N/A      | NQ        | NQ      |
| Keita Sunama                                                           | 200 m st. grzbietowym     | 1:57,07    | 9. Q       | 1:57,16  | 14.      | NQ        | NQ      |
| Katsumi Nakamura Akira Namba Kaiya Seki Shinri Shioura                 | 4 × 100 m st. dowolnym    | 3:14,44    | 14.        | N/A      | N/A      | NQ        | NQ      |
| Kosuke Hagino Katsuhiro Matsumoto Kotaro Takahashi Konosuke Yanagimoto | 4 × 200 m st. dowolnym    | 7:09,53    | 12.        | N/A      | N/A      | NQ        | NQ      |
| Ryosuke Irie Naoki Mizunuma Ryuya Mura Katsumi Nakamura                | 4 × 100 m st. zmiennym    | 3:32,02    | 5. Q       | N/A      | N/A      | 3:29,91   | 6.      |

Kobiety
| Zawodniczka                                               | Konkurencja               | Eliminacje | Eliminacje | Półfinał | Półfinał | Finał     | Finał   |
| Zawodniczka                                               | Konkurencja               | Czas       | Miejsce    | Czas     | Miejsce  | Czas      | Miejsce |
| --------------------------------------------------------- | ------------------------- | ---------- | ---------- | -------- | -------- | --------- | ------- |
| Reona Aoki                                                | 100 m st. klasycznym      | 1:07,29    | 19.        | NQ       | NQ       | NQ        | NQ      |
| Suzuka Hasegawa                                           | 200 m st. motylkowym      | 2:10,43    | 13. Q      | 2:09,42  | 9.       | NQ        | NQ      |
| Yumi Kida                                                 | 10 km na otwartym akwenie | N/A        | N/A        | N/A      | N/A      | 2:01:40,9 | 13.     |
| Waka Kobori                                               | 400 m st. dowolnym        | 4:05,57    | 11.        | N/A      | N/A      | NQ        | NQ      |
| Waka Kobori                                               | 800 m st. dowolnym        | 8:28,90    | 16.        | N/A      | N/A      | NQ        | NQ      |
| Anna Konishi                                              | 100 m st. grzbietowym     | 1:00,04    | 16. Q      | 1:00,07  | 13.      | NQ        | NQ      |
| Miyu Namba                                                | 400 m st. dowolnym        | 4:13,49    | 20.        | N/A      | N/A      | NQ        | NQ      |
| Miyu Namba                                                | 800 m st. dowolnym        | 8:32,04    | 17.        | N/A      | N/A      | NQ        | NQ      |
| Yui Ohashi                                                | 200 m st. zmiennym        | 2:10,77    | 10. Q      | 2:09,79  | 5. Q     | 2:08,52   | złoto   |
| Yui Ohashi                                                | 400 m st. zmiennym        | 4:35,71    | 3. Q       | N/A      | N/A      | 4:32,08   | złoto   |
| Ageha Tanigawa                                            | 400 m st. zmiennym        | 4:41,76    | 12.        | N/A      | N/A      | NQ        | NQ      |
| Miho Teramura                                             | 200 m st. zmiennym        | 2:11,22    | 12. Q      | 2:12,14  | 15.      | NQ        | NQ      |
| Kanako Watanabe                                           | 100 m st. klasycznym      | 1:07,01    | 17.        | NQ       | NQ       | NQ        | NQ      |
| Kanako Watanabe                                           | 200 m st. klasycznym      | 2:24,73    | 18.        | NQ       | NQ       | NQ        | NQ      |
| Chihiro Igarashi Rikako Ikee Rika Omoto Natsumi Sakai     | 4 × 100 m st. dowolnym    | 3:36,20    | 9.         | N/A      | N/A      | NQ        | NQ      |
| Chihiro Igarashi Nagisa Ikemoto Aoi Masuda Rio Shirai     | 4 × 200 m st. dowolnym    | 7:58,39    | 9.         | N/A      | N/A      | NQ        | NQ      |
| Chihiro Igarashi Rikako Ikee Anna Konishi Kanako Watanabe | 4 × 100 m st. zmiennym    | 3:57,17    | 6. Q       | N/A      | N/A      | 3:58,12   | 8.      |

Sztafety mieszane
| Zawodnik                                                | Konkurencja            | Eliminacje | Eliminacje | Finał | Finał   |
| Zawodnik                                                | Konkurencja            | Czas       | Miejsce    | Czas  | Miejsce |
| ------------------------------------------------------- | ---------------------- | ---------- | ---------- | ----- | ------- |
| Rikako Ikee Anna Konishi Katsuhiro Matsumoto Shoma Sato | 4 × 100 m st. zmiennym | 3:44,15    | 9.         | NQ    | NQ      |

### Pływanie synchroniczne
| Zawodniczka | Konkurencja | Runda techniczna | Runda techniczna | Runda dowolna (Eliminacje) | Runda dowolna (Eliminacje) | Runda dowolna (Eliminacje) | Runda dowolna (Finał) | Runda dowolna (Finał) | Runda dowolna (Finał) |
| Zawodniczka | Konkurencja | Punkty           | Miejsce          | Punkty                     | Łącznie                    | Miejsce                    | Punkty                | Łącznie               | Miejsce               |
| --- | ----------- | ---------------- | ---------------- | -------------------------- | -------------------------- | -------------------------- | --------------------- | --------------------- | --------------------- |
| Yukiko Inui Megumu Yoshida                                                                                           | duety       | 93,3499          | 4.               | 93,9333                    | 187,2832                   | 4. Q                       | 94,4667               | 187,8166              | 4.                    |
| Juka Fukumura Yukiko Inui Moeka Kijima Okina Kyogoku Mayu Tsukamoto Mashiro Yasunaga Akane Yanagisawa Megumu Yoshida | drużyny     | 93,3773          | 4.               | N/A                        | N/A                        | N/A                        | 94,9333               | 188,3106              | 4.                    |

### Podnoszenie ciężarów
Mężczyźni
| Zawodnik          | Konkurencja   | Rwanie | Rwanie  | Podrzut | Podrzut | Suma | Miejsce |
| Zawodnik          | Konkurencja   | Wynik  | Miejsce | Wynik   | Miejsce | Suma | Miejsce |
| ----------------- | ------------- | ------ | ------- | ------- | ------- | ---- | ------- |
| Yoichi Itokazu    | waga do 61 kg | 133    | 3.      | 159     | 4.      | 292  | 4.      |
| Mitsunori Konnai  | waga do 67 kg | 135    | 8.      | 172     | 7.      | 307  | 7.      |
| Masanori Miyamoto | waga do 73 kg | 147    | 8.      | 188     | 5.      | 335  | 7.      |
| Toshiki Yamamoto  | waga do 96 kg | 168    | 7.      | 200     | DNF     | 168  | DNF     |

Kobiety
| Zawodniczka   | Konkurencja          | Rwanie | Rwanie  | Podrzut | Podrzut | Suma | Miejsce |
| Zawodniczka   | Konkurencja          | Wynik  | Miejsce | Wynik   | Miejsce | Suma | Miejsce |
| ------------- | -------------------- | ------ | ------- | ------- | ------- | ---- | ------- |
| Hiromi Miyake | waga do 49 kg kobiet | 74     | 11.     | 99      | DNF     | 74   | DNF     |
| Kanae Yagi    | waga do 55 kg kobiet | 81     | 13.     | 102     | 11.     | 183  | 11.     |
| Mikiko Andō   | waga do 59 kg kobiet | 94     | 6.      | 120     | 3.      | 214  | brąz    |

### Rugby union
Turniej mężczyzn
- Reprezentacja mężczyzn

| - Jose Seru - Lote Tuqiri - Colin Bourke - Kazushi Hano - Kameli Soejima - Masakatsu Hikosaka - Brackin Karauria-Henry |  | - Chihito Matsui (kapitan) - Ryota Kano - Yoshikazu Fujita - Kippei Ishida - Naoki Motomura - Kazuhiro Goya |

Faza grupowa
| Drużyna         | M | Mecze | Mecze | Mecze | Punkty | Punkty | Punkty | Pkt |
| Drużyna         | M | W     | R     | P     | +      | –      | +/−    | Pkt |
| --------------- | - | ----- | ----- | ----- | ------ | ------ | ------ | --- |
| Fidżi           | 3 | 3     | 0     | 0     | 85     | 40     | 45     | 9   |
| Wielka Brytania | 3 | 2     | 0     | 1     | 65     | 33     | 32     | 7   |
| Kanada          | 3 | 1     | 0     | 2     | 50     | 64     | −14    | 5   |
| Japonia         | 3 | 0     | 0     | 3     | 31     | 94     | −63    | 3   |

| 26 lipca 20219:00 | Fidżi | 24:19 | Japonia | Tokyo Stadium, Tokio |
| 26 lipca 20219:00 |       | 24:19 |         | Tokyo Stadium, Tokio |

| 26 lipca 202116:30 | Wielka Brytania | 34:0 | Japonia | Tokyo Stadium, Tokio |
| 26 lipca 202116:30 |                 | 34:0 |         | Tokyo Stadium, Tokio |

| 27 lipca 20219:00 | Kanada | 36:12 | Japonia | Tokyo Stadium, Tokio |
| 27 lipca 20219:00 |        | 36:12 |         | Tokyo Stadium, Tokio |

Mecze o miejsca 9. – 12.
| 27 lipca 202117:00 | Kenia | 21:7 | Japonia | Tokyo Stadium, Tokio |
| 27 lipca 202117:00 |       | 21:7 |         | Tokyo Stadium, Tokio |

Mecz o 11. miejsce
| 28 lipca 20219:00 | Korea Południowa | 19:31 | Japonia | Tokyo Stadium, Tokio |
| 28 lipca 20219:00 |                  | 19:31 |         | Tokyo Stadium, Tokio |

Turniej kobiet
- Reprezentacja kobiet

| - Wakaba Hara - Yume Hirano - Haruka Hirotsu - Marin Kajiki - Mifuyu Koide - Rinka Matsuda |  | - Hana Nagata - Mei Otani - Raichel Bativakalolo (kapitan) - Mayu Shimizu (kapitan) - Miyu Shirako - Honoka Tsutsumi |

Faza grupowa
| Drużyna           | M | Mecze | Mecze | Mecze | Punkty | Punkty | Punkty | Pkt |
| Drużyna           | M | W     | R     | P     | +      | –      | +/−    | Pkt |
| ----------------- | - | ----- | ----- | ----- | ------ | ------ | ------ | --- |
| Stany Zjednoczone | 3 | 3     | 0     | 0     | 59     | 33     | 26     | 9   |
| Australia         | 3 | 2     | 0     | 1     | 86     | 24     | 62     | 7   |
| Chiny             | 3 | 1     | 0     | 2     | 53     | 54     | −1     | 5   |
| Japonia           | 3 | 0     | 0     | 3     | 7      | 94     | −87    | 3   |

| 29 lipca 202110:30 | Australia | 48:0 | Japonia | Tokyo Stadium, Tokio |
| 29 lipca 202110:30 |           | 48:0 |         | Tokyo Stadium, Tokio |

| 29 lipca 202118:00 | Stany Zjednoczone | 17:7 | Japonia | Tokyo Stadium, Tokio |
| 29 lipca 202118:00 |                   | 17:7 |         | Tokyo Stadium, Tokio |

| 30 lipca 202110:00 | Chiny | 29:0 | Japonia | Tokyo Stadium, Tokio |
| 30 lipca 202110:00 |       | 29:0 |         | Tokyo Stadium, Tokio |

Mecze o miejsca 9. – 12.
| 30 lipca 202117:00 | Kenia | 21:17 | Japonia | Tokyo Stadium, Tokio |
| 30 lipca 202117:00 |       | 21:17 |         | Tokyo Stadium, Tokio |

Mecz o 11. miejsce
| 31 lipca 20219:00 | Brazylia | 21:12 | Japonia | Tokyo Stadium, Tokio |
| 31 lipca 20219:00 |          | 21:12 |         | Tokyo Stadium, Tokio |

### Siatkówka

#### Siatkówka halowa
Turniej mężczyzn
Skład reprezentacji
| - Kunihiro Shimizu - Taishi Onodera - Naonobu Fujii - Akihiro Yamauchi - Yuji Nishida - Masahiro Sekita |  | - Yūki Ishikawa - Haku Ri - Kenta Takanashi - Tatsunori Otsuka - Tomohiro Yamamoto - Ran Takahashi |

| Drużyna | Konkurencja | Faza grupowa     | Faza grupowa     | Faza grupowa     | Faza grupowa     | Faza grupowa     | Faza grupowa | Ćwierćfinały     | Półfinały        | Finał/BM         | Pozycja |
| Drużyna | Konkurencja | Przeciwnik Wynik | Przeciwnik Wynik | Przeciwnik Wynik | Przeciwnik Wynik | Przeciwnik Wynik | Pozycja      | Przeciwnik Wynik | Przeciwnik Wynik | Przeciwnik Wynik | Pozycja |
| ------- | ----------- | ---------------- | ---------------- | ---------------- | ---------------- | ---------------- | ------------ | ---------------- | ---------------- | ---------------- | ------- |
| Japonia | mężczyźni   | Wenezuela 3:0    | Kanada 3:1       | Włochy 1:3       | Polska 0:3       | Iran 3:2         | 3.           | Brazylia 0:3     | NQ               | NQ               | NQ      |

Wyniki
Faza grupowa
| Data       | Godz.         | Drużyna 1 | Wynik | Drużyna 2 | 1     | 2     | 3     | 4     | 5     | *      |
| ---------- | ------------- | --------- | ----- | --------- | ----- | ----- | ----- | ----- | ----- | ------ |
| 24.07.2021 | 16:25 (9:25)  | Japonia   | 3:0   | Wenezuela | 25:21 | 25:20 | 25:15 |       |       | Raport |
| 26.07.2021 | 19:40 (12:40) | Japonia   | 3:1   | Kanada    | 23:25 | 25:23 | 25:23 | 25:20 |       | Raport |
| 28.07.2021 | 19:40 (12:40) | Japonia   | 1:3   | Włochy    | 20:25 | 17:25 | 25:23 | 21:25 |       | Raport |
| 30.07.2021 | 14:20 (7:20)  | Japonia   | 0:3   | Polska    | 22:25 | 21:25 | 24:26 |       |       | Raport |
| 01.08.2021 | 19:40 (12:40) | Japonia   | 3:2   | Iran      | 25:21 | 20:25 | 29:31 | 25:22 | 15:13 | Raport |

Ćwierćfinał
| Data       | Godz.        | Drużyna 1 | Wynik | Drużyna 2 | 1     | 2     | 3     | 4 | 5 | *      |
| ---------- | ------------ | --------- | ----- | --------- | ----- | ----- | ----- | - | - | ------ |
| 03.08.2021 | 13:00 (6:00) | Japonia   | 0:3   | Brazylia  | 20:25 | 22:25 | 20:25 |   |   | Raport |

Turniej kobiet
- Skład reprezentacja

| - Ai Kurogo - Sarina Koga - Kanami Tashiro - Mayu Ishikawa - Haruyo Shimamura - Mako Kobata |  | - Yuki Ishii - Mai Okumura - Erika Araki - Aki Momii - Kotona Hayashi - Nichika Yamada |

| Drużyna | Konkurencja | Faza grupowa     | Faza grupowa     | Faza grupowa     | Faza grupowa         | Faza grupowa     | Faza grupowa | Ćwierćfinały     | Półfinały        | Finał/BM         | Pozycja |    |
| Drużyna | Konkurencja | Przeciwnik Wynik | Przeciwnik Wynik | Przeciwnik Wynik | Przeciwnik Wynik     | Przeciwnik Wynik | Pozycja      | Przeciwnik Wynik | Przeciwnik Wynik | Przeciwnik Wynik | Pozycja |    |
| ------- | ----------- | ---------------- | ---------------- | ---------------- | -------------------- | ---------------- | ------------ | ---------------- | ---------------- | ---------------- | ------- | -- |
| Japonia | kobiety     | Kenia 3:0        | Serbia 0:3       | Brazylia 0:3     | Korea Południowa 2:3 | Dominikana 1:3   | 5.           | NQ               | NQ               | NQ               | NQ      | NQ |

Wyniki
| Data       | Godz.         | Drużyna 1 | Wynik | Drużyna 2        | 1     | 2     | 3     | 4     | 5     | *      |
| ---------- | ------------- | --------- | ----- | ---------------- | ----- | ----- | ----- | ----- | ----- | ------ |
| 25.07.2021 | 19:40 (12:40) | Japonia   | 3:0   | Kenia            | 25:15 | 25:11 | 25:23 |       |       | Raport |
| 27.07.2021 | 14:20 (7:20)  | Japonia   | 0:3   | Serbia           | 23:25 | 16:25 | 24:26 |       |       | Raport |
| 29.07.2021 | 19:40 (12:40) | Japonia   | 0:3   | Brazylia         | 16:25 | 18:25 | 24:26 |       |       | Raport |
| 31.07.2021 | 19:40 (12:40) | Japonia   | 2:3   | Korea Południowa | 19:25 | 25:19 | 22:25 | 25:15 | 14:16 | Raport |
| 02.08.2021 | 19:40 (12:40) | Japonia   | 1:3   | Dominikana       | 10:25 | 23:25 | 25:19 | 19:25 |       | Raport |

#### Siatkówka plażowa
| Zawodnik                   | Konkurencja | Faza grupowa                          | Faza grupowa                       | Faza grupowa                                  | Pozycja | Play-off                               | 1/8              | Ćwierćfinały     | Półfinały        | Finał/BM         | Finał/BM |
| Zawodnik                   | Konkurencja | Przeciwnik Wynik                      | Przeciwnik Wynik                   | Przeciwnik Wynik                              | Pozycja | Przeciwnik Wynik                       | Przeciwnik Wynik | Przeciwnik Wynik | Przeciwnik Wynik | Przeciwnik Wynik | Pozycja  |
| -------------------------- | ----------- | ------------------------------------- | ---------------------------------- | --------------------------------------------- | ------- | -------------------------------------- | ---------------- | ---------------- | ---------------- | ---------------- | -------- |
| Yusuke Ishijima            | mężczyźni   | Kantor Łosiak P 0:2 (15-21, 14-21)    | Nicolai Lupo P 0:2 (19-21, 16-21)  | Thole Wickler P 0:2 (16-21, 11-21)            | 4.      | NQ                                     | NQ               | NQ               | NQ               | NQ               | NQ       |
| Miki Ishii Megumi Murakami | kobiety     | Hermannová Sluková W 2:0 (21-0, 21-0) | Kozuch Ludwig P 0:2 (17-21, 20-22) | Betschart Hüberli P 1:2 (21-14, 19-21, 12-15) | 3.      | Liliana Baquerizo P 0:2 (15-21, 10-21) | NQ               | NQ               | NQ               | NQ               | NQ       |

### Skateboarding
Mężczyźni
| Zawodnik      | Konkurencja | Kwalifikacje | Kwalifikacje | Finał  | Finał   |
| Zawodnik      | Konkurencja | Punkty       | Miejsce      | Punkty | Miejsce |
| ------------- | ----------- | ------------ | ------------ | ------ | ------- |
| Ayumu Hirano  | Park        | 62,03        | 14.          | NQ     | NQ      |
| Yukito Aoki   | Street      | 18,60        | 17.          | NQ     | NQ      |
| Yūto Horigome | Street      | 33,75        | 6.           | 37,18  | złoto   |
| Sora Shirai   | Street      | 31,52        | 9.           | NQ     | NQ      |

Kobiety
| Zawodniczka     | Konkurencja | Kwalifikacje | Kwalifikacje | Finał  | Finał   |
| Zawodniczka     | Konkurencja | Punkty       | Miejsce      | Punkty | Miejsce |
| --------------- | ----------- | ------------ | ------------ | ------ | ------- |
| Kokona Hiraki   | Park        | 52,46        | 3.           | 59,04  | srebro  |
| Misugu Okamoto  | Park        | 58,51        | 1.           | 53,58  | 4.      |
| Sakura Yosozumi | Park        | 45,98        | 4.           | 60,09  | złoto   |
| Funa Nakayama   | Street      | 15,77        | 1.           | 14,49  | brąz    |
| Aori Nishimura  | Street      | 12,82        | 5.           | 6,92   | 8.      |
| Momiji Nishiya  | Street      | 15,40        | 2.           | 15,26  | złoto   |

### Skoki do wody
Mężczyźni
| Zawodnik                   | Konkurencja                   | Eliminacje | Eliminacje | Półfinał | Półfinał | Finał  | Finał   |
| Zawodnik                   | Konkurencja                   | Punkty     | Miejsce    | Punkty   | Miejsce  | Punkty | Miejsce |
| -------------------------- | ----------------------------- | ---------- | ---------- | -------- | -------- | ------ | ------- |
| Ken Terauchi               | trampolina 3 m indywidualnie  | 430,20     | 10. Q      | 424,50   | 7. Q     | 359,70 | 12.     |
| Reo Nishida                | wieża 10 m indywidualnie      | 314,30     | 25.        | NQ       | NQ       | NQ     | NQ      |
| Rikuto Tamai               | wieża 10 m indywidualnie      | 374,25     | 16. Q      | 413,65   | 8. Q     | 431,95 | 7.      |
| Sho Sakai Ken Terauchi     | trampolina 3 m synchronicznie | N/A        | N/A        | N/A      | N/A      | 393,93 | 5.      |
| Hiroki Ito Kazuki Murakami | wieża 10 m synchronicznie     | N/A        | N/A        | N/A      | N/A      | 377,10 | 8       |

Kobiety
| Zawodnik                       | Konkurencja                   | Eliminacje | Eliminacje | Półfinał | Półfinał | Finał  | Finał   |
| Zawodnik                       | Konkurencja                   | Punkty     | Miejsce    | Punkty   | Miejsce  | Punkty | Miejsce |
| ------------------------------ | ----------------------------- | ---------- | ---------- | -------- | -------- | ------ | ------- |
| Haruka Enomoto                 | trampolina 3 m indywidualnie  | 277,85     | 17. Q      | 255,40   | 17.      | NQ     | NQ      |
| Sayaka Mikami                  | trampolina 3 m indywidualnie  | 317,10     | 5. Q       | 273,70   | 16.      | NQ     | NQ      |
| Matsuri Arai                   | wieża 10 m indywidualnie      | 268,80     | 22.        | NQ       | NQ       | NQ     | NQ      |
| Haruka Enomoto Hazuki Miyamoto | trampolina 3 m synchronicznie | N/A        | N/A        | N/A      | N/A      | 269,40 | 5.      |
| Matsuri Arai Minami Itahashi   | wieża 10 m synchronicznie     | N/A        | N/A        | N/A      | N/A      | 291,42 | 6.      |

### Softball
Skład
| Drużyna           | Mecze | Mecze | Mecze | Punkty | Punkty | % zwycięstw |
| Drużyna           | M     | W     | P     | +      | –      | % zwycięstw |
| ----------------- | ----- | ----- | ----- | ------ | ------ | ----------- |
| Stany Zjednoczone | 5     | 5     | 0     | 9      | 2      | 1.000       |
| Japonia           | 5     | 4     | 1     | 18     | 5      | 0.800       |
| Kanada            | 5     | 3     | 2     | 19     | 4      | 0.600       |
| Meksyk            | 5     | 2     | 3     | 11     | 10     | 0.400       |
| Australia         | 5     | 1     | 4     | 5      | 21     | 0.200       |
| Włochy            | 5     | 0     | 5     | 1      | 21     | 0.000       |

| Reprezentacja | 1 | 2 | 3 | 4 | 5 | 6 | 7 | 8 | 9 | R | H | E |
| ------------- | - | - | - | - | - | - | - | - | - | - | - | - |
| Australia     | 1 | 0 | 0 | 0 | 0 | - | - | - | - | 1 | 2 | 2 |
| Japonia       | 1 | 0 | 2 | 3 | 2 | - | - | - | - | 8 | 6 | 0 |

| Reprezentacja | 1 | 2 | 3 | 4 | 5 | 6 | 7 | 8 | 9 | R | H | E |
| ------------- | - | - | - | - | - | - | - | - | - | - | - | - |
| Meksyk        | 0 | 0 | 0 | 0 | 1 | 0 | 1 | 0 | - | 2 | 6 | 0 |
| Japonia       | 0 | 1 | 0 | 0 | 1 | 0 | 0 | 1 | - | 3 | 5 | 0 |

| Reprezentacja | 1 | 2 | 3 | 4 | 5 | 6 | 7 | 8 | 9 | R | H | E |
| ------------- | - | - | - | - | - | - | - | - | - | - | - | - |
| Japonia       | 0 | 0 | 0 | 2 | 0 | 3 | 0 | - | - | 5 | 6 | 0 |
| Włochy        | 0 | 0 | 0 | 0 | 0 | 0 | 0 | - | - | 0 | 3 | 0 |

| Reprezentacja | 1 | 2 | 3 | 4 | 5 | 6 | 7 | 8 | 9 | R | H | E |
| ------------- | - | - | - | - | - | - | - | - | - | - | - | - |
| Kanada        | 0 | 0 | 0 | 0 | 0 | 0 | 0 | 0 | - | 0 | 4 | 1 |
| Japonia       | 0 | 0 | 0 | 0 | 0 | 0 | 0 | 1 | - | 1 | 6 | 0 |

| Reprezentacja     | 1 | 2 | 3 | 4 | 5 | 6 | 7 | 8 | 9 | R | H | E |
| ----------------- | - | - | - | - | - | - | - | - | - | - | - | - |
| Japonia           | 1 | 0 | 0 | 0 | 0 | 0 | 0 | - | - | 1 | 4 | 0 |
| Stany Zjednoczone | 0 | 0 | 0 | 0 | 0 | 1 | 1 | - | - | 2 | 4 | 1 |

Finał
| Reprezentacja     | 1 | 2 | 3 | 4 | 5 | 6 | 7 | 8 | 9 | R | H | E |
| ----------------- | - | - | - | - | - | - | - | - | - | - | - | - |
| Japonia           | 0 | 0 | 0 | 1 | 1 | 0 | 0 | - | - | 2 | 8 | 0 |
| Stany Zjednoczone | 0 | 0 | 0 | 0 | 0 | 0 | 0 | - | - | 0 | 3 | 0 |

### Surfing
| Zawodnik       | Konkurencja | 1 Runda | 1 Runda | 2 Runda | 2 Runda | 3 Runda                  | Ćwierćfinał               | Półfinał             | Finał/ BM             | Finał/ BM |
| Zawodnik       | Konkurencja | Punkty  | Miejsce | Punkty  | Miejsce | Przeciwnik Wynik         | Przeciwnik Wynik          | Przeciwnik Wynik     | Przeciwnik Wynik      | Miejsce   |
| -------------- | ----------- | ------- | ------- | ------- | ------- | ------------------------ | ------------------------- | -------------------- | --------------------- | --------- |
| Kanoa Igarashi | mężczyźni   | 12,77   | 1. Q    | BYE     | BYE     | Waida W 14,00—12,00      | Andino W 12,60—11,00      | Medina W 17,00—16,76 | Ferreira P 6,60—15,14 | srebro    |
| Hiroto Ohhara  | mężczyźni   | 11,40   | 2. Q    | BYE     | BYE     | Tudela W 10,00—9,63      | Ferreira P 11,90—16,30    | NQ                   | NQ                    | NQ        |
| Mahina Maeda   | kobiety     | 9,20    | 4.      | 9,63    | 3. Q    | Marks P 7,34—15,33       | NQ                        | NQ                   | NQ                    | NQ        |
| Amuro Tsuzuki  | kobiety     | 6,99    | 4.      | 11,60   | 1. Q    | Weston-Webb W 10,33—9,00 | Fitzgibbons W 13,27—11,67 | Moore P 7,43—8,33    | Marks W 6,80—4,26     | brąz      |

### Strzelectwo
Mężczyźni
| Zawodnik           | Konkurencja                               | Kwalifikacje | Kwalifikacje | Finał  | Finał   |
| Zawodnik           | Konkurencja                               | Punkty       | Miejsce      | Punkty | Miejsce |
| ------------------ | ----------------------------------------- | ------------ | ------------ | ------ | ------- |
| Kojiro Horimizu    | pistolet pneumatyczny, 10 m               | 576          | 15.          | NQ     | NQ      |
| Hiroyuki Ikawa     | skeet                                     | 114          | 27.          | NQ     | NQ      |
| Takayuki Matsumoto | karabin pneumatyczny, 10 m                | 621,7        | 37.          | NQ     | NQ      |
| Takayuki Matsumoto | karabin małokalibrowy, trzy postawy, 50 m | 1145-42x     | 37.          | NQ     | NQ      |
| Naoya Okada        | karabin pneumatyczny, 10 m                | 625,7        | 20.          | NQ     | NQ      |
| Naoya Okada        | karabin małokalibrowy, trzy postawy, 50 m | 1158-44x     | 31.          | NQ     | NQ      |
| Shigetaka Oyama    | trap                                      | 115          | 29.          | NQ     | NQ      |
| Dai Yoshioka       | pistolet szybkostrzelny, 25 m             | 582-17x      | 8.           | NQ     | NQ      |

Kobiety
| Zawodniczka      | Konkurencja                               | Kwalifikacje | Kwalifikacje | Finał  | Finał   |
| Zawodniczka      | Konkurencja                               | Punkty       | Miejsce      | Punkty | Miejsce |
| ---------------- | ----------------------------------------- | ------------ | ------------ | ------ | ------- |
| Shiori Hirata    | pistolet pneumatyczny, 10 m               | 622,1        | 34.          | NQ     | NQ      |
| Shiori Hirata    | karabin małokalibrowy, trzy postawy, 50 m | 1169-49x     | 11.          | NQ     | NQ      |
| Naoko Ishihara   | skeet                                     | 114          | 21.          | NQ     | NQ      |
| Haruka Nakaguchi | karabin pneumatyczny, 10 m                | 622,2        | 32.          | NQ     | NQ      |
| Yukie Nakayama   | trap                                      | 115          | 19.          | NQ     | NQ      |
| Chizuru Sasaki   | pistolet pneumatyczny, 10 m               | 556          | 50.          | NQ     | NQ      |
| Chizuru Sasaki   | pistolet sportowy, 25 m                   | 567          | 40.          | NQ     | NQ      |
| Satoko Yamada    | pistolet pneumatyczny, 10 m               | 570          | 23.          | NQ     | NQ      |
| Satoko Yamada    | pistolet sportowy, 25 m                   | 563          | 43.          | NQ     | NQ      |

Zawody mieszane
| Zawodnik                         | Konkurencja                 | Kwalifikacje 1 | Kwalifikacje 1 | Kwalifikacje 2 | Kwalifikacje 2 | Finał / BM | Finał / BM |
| Zawodnik                         | Konkurencja                 | Punkty         | Miejsce        | Punkty         | Miejsce        | Punkty     | Miejsce    |
| -------------------------------- | --------------------------- | -------------- | -------------- | -------------- | -------------- | ---------- | ---------- |
| Takayuki Matsumoto Shiori Hirata | karabin pneumatyczny, 10 m  | 620,3          | 26.            | NQ             | NQ             | NQ         | NQ         |
| Naoya Okada Haruka Nakaguchi     | karabin pneumatyczny, 10 m  | 625,6          | 13.            | NQ             | NQ             | NQ         | NQ         |
| Kojiro Horimizu Satoko Yamada    | pistolet pneumatyczny, 10 m | 559            | 20.            | NQ             | NQ             | NQ         | NQ         |
| Shigetaka Oyama Yukie Nakayama   | trap                        | 145            | 5.             | N/A            | N/A            | NQ         | NQ         |

### Szermierka
Mężczyźni
| Zawodnik                                                      | Konkurencja          | 1/32               | 1/16             | 1/8              | Ćwierćfinał          | Półfinał         | Finał / BM         | Finał / BM |
| Zawodnik                                                      | Konkurencja          | Przeciwnik Wynik   | Przeciwnik Wynik | Przeciwnik Wynik | Przeciwnik Wynik     | Przeciwnik Wynik | Przeciwnik Wynik   | Miejsce    |
| ------------------------------------------------------------- | -------------------- | ------------------ | ---------------- | ---------------- | -------------------- | ---------------- | ------------------ | ---------- |
| Koki Kano                                                     | szpada indywidualnie | BYE                | Garozzo W 15–12  | Bida P 12–15     | NQ                   | NQ               | NQ                 | NQ         |
| Kazuyasu Minobe                                               | szpada indywidualnie | BYE                | Jurka W 15–14    | Park P 6–15      | NQ                   | NQ               | NQ                 | NQ         |
| Masaru Yamada                                                 | szpada indywidualnie | BYE                | Petrow W 15–13   | Kurbanow W 15–8  | Santarelli P 13–15   | NQ               | NQ                 | NQ         |
| Koki Kano Kazuyasu Minobe Satoru Uyama Masaru Yamada          | szpada drużynowo     | N/A                | N/A              | W 45–39          | W 45–44              | W 45–38          | W 45–36            | złoto      |
| Kyosuke Matsuyama                                             | floret indywidualnie | BYE                | Pauty W 15–7     | Garozzo P 14–15  | NQ                   | NQ               | NQ                 | NQ         |
| Toshiya Saito                                                 | floret indywidualnie | BYE                | Toldo W 15–10    | Lefort P 4–15    | NQ                   | NQ               | NQ                 | NQ         |
| Takahiro Shikine                                              | floret indywidualnie | BYE                | Samandi W 15–4   | Choi W 15–6      | Abouelkassem W 15–13 | Garozzo P 9–15   | Choupenitch P 8–15 | 4.         |
| Kyosuke Matsuyama Yudai Nagano Toshiya Saito Takahiro Shikine | floret drużynowo     | N/A                | N/A              | BYE              | W 45–43              | P 42–45          | P 31–45            | 4.         |
| Tomohiro Shimamura                                            | szabla indywidualnie | Mackiewicz P 13–15 | NQ               | NQ               | NQ                   | NQ               | NQ                 | NQ         |
| Kaito Streets                                                 | szabla indywidualnie | Bounabi W 15–9     | Dershwitz P 9–15 | NQ               | NQ                   | NQ               | NQ                 | NQ         |
| Kento Yoshida                                                 | szabla indywidualnie | Quintero P 13–15   | NQ               | NQ               | NQ                   | NQ               | NQ                 | NQ         |
| Tomohiro Shimamura Kaito Streets Kenta Tokunan Kento Yoshida  | szabla drużynowo     | N/A                | N/A              | P 42–45          | NQ                   | NQ               | NQ                 | 9.         |

Kobiety
| Zawodniczka                                             | Konkurencja          | 1/32              | 1/16              | 1/8               | Ćwierćfinał      | Półfinał                        | Finał / BM                     | Finał / BM |
| Zawodniczka                                             | Konkurencja          | Przeciwnik Wynik  | Przeciwnik Wynik  | Przeciwnik Wynik  | Przeciwnik Wynik | Przeciwnik Wynik                | Przeciwnik Wynik               | Miejsce    |
| ------------------------------------------------------- | -------------------- | ----------------- | ----------------- | ----------------- | ---------------- | ------------------------------- | ------------------------------ | ---------- |
| Nozomi Satō                                             | szpada indywidualnie | BYE               | Kang W 15–14      | Beljajeva P 10–15 | NQ               | NQ                              | NQ                             | NQ         |
| Rio Azuma                                               | floret indywidualnie | BYE               | Jeon P 10–11      | NQ                | NQ               | NQ                              | NQ                             | NQ         |
| Sera Azuma                                              | floret indywidualnie | BYE               | Ryan P 11–12      | NQ                | NQ               | NQ                              | NQ                             | NQ         |
| Yuka Ueno                                               | floret indywidualnie | BYE               | Mohamed W 15–5    | Ross W 15–9       | Kiefer P 11–15   | NQ                              | NQ                             | NQ         |
| Rio Azuma Sera Azuma Sumire Tsuji Yuka Ueno             | floret drużynowo     | N/A               | N/A               | N/A               | P 36–45          | Półfinał klasyfikacyjny W 45–27 | Pojedynek o 5. miejsce P 31–45 | 6.         |
| Chika Aoki                                              | szabla indywidualnie | Dayibekova P 9–15 | NQ                | NQ                | NQ               | NQ                              | NQ                             | NQ         |
| Misaki Emura                                            | szabla indywidualnie | BYE               | Gkountoura W 15–8 | Brunet P 12–15    | NQ               | NQ                              | NQ                             | NQ         |
| Norika Tamura                                           | szabla indywidualnie | BYE               | Qian P 8–15       | NQ                | NQ               | NQ                              | NQ                             | NQ         |
| Chika Aoki Misaki Emura Shihomi Fukushima Norika Tamura | szabla drużynowo     | N/A               | N/A               | W 45–29           | P 34–45          | Półfinał klasyfikacyjny W 45–42 | Pojedynek o 5. miejsce W 45–43 | 5.         |

### Taekwondo
| Zawodnik       | Konkurencja       | Kwalifikacje     | 1/8                | Ćwierćfinał      | Półfinał               | Repasaż 1        | Repasaż 2        | Finał/ BM         | Finał/ BM |
| Zawodnik       | Konkurencja       | Przeciwnik Wynik | Przeciwnik Wynik   | Przeciwnik Wynik | Przeciwnik Wynik       | Przeciwnik Wynik | Przeciwnik Wynik | Przeciwnik Wynik  | Miejsce   |
| -------------- | ----------------- | ---------------- | ------------------ | ---------------- | ---------------------- | ---------------- | ---------------- | ----------------- | --------- |
| Sergio Suzuki  | do 58 kg mężczyzn | N/A              | Demse P 2–22       | NQ               | NQ                     | NQ               | NQ               | NQ                | NQ        |
| Ricardo Suzuki | do 68 kg mężczyzn | BYE              | Husić P 2–22       | NQ               | NQ                     | NQ               | NQ               | NQ                | NQ        |
| Miyu Yamada    | do 49 kg kobiet   | BYE              | Su W 10–9          | Sim W 16–7       | Wongpattanakit P 12–34 | N/A              | BYE              | Bogdanović P 6–20 | 5.        |
| Mayu Hamada    | do 57 kg kobiet   | BYE              | Ben Yessouf P 6–11 | NQ               | NQ                     | NQ               | NQ               | NQ                | NQ        |

### Tenis stołowy
Mężczyźni
| Zawodnik                                 | Konkurencja | Eliminacje       | 1 Runda          | 2 Runda          | 3 Runda          | 1/8              | Ćwierćfinał      | Półfinał         | Finał/ BM        | Finał/ BM |
| Zawodnik                                 | Konkurencja | Przeciwnik Wynik | Przeciwnik Wynik | Przeciwnik Wynik | Przeciwnik Wynik | Przeciwnik Wynik | Przeciwnik Wynik | Przeciwnik Wynik | Przeciwnik Wynik | Miejsce   |
| ---------------------------------------- | ----------- | ---------------- | ---------------- | ---------------- | ---------------- | ---------------- | ---------------- | ---------------- | ---------------- | --------- |
| Tomokazu Harimoto                        | singel      | BYE              | BYE              | BYE              | Lam W 4–1        | Jorgić P 3–4     | NQ               | NQ               | NQ               | NQ        |
| Koki Niwa                                | singel      | BYE              | BYE              | BYE              | Wang W 4–0       | Ovtcharov P 1–4  | NQ               | NQ               | NQ               | NQ        |
| Tomokazu Harimoto Jun Mizutani Koki Niwa | drużynowo   | N/A              | N/A              | N/A              | N/A              | W 3–0            | W 3–1            | P 2–3            | W 3–1            | brąz      |

Kobiety
| Zawodniczka                         | Konkurencja | Eliminacje       | 1 Runda          | 2 Runda          | 3 Runda          | 1/8              | Ćwierćfinał      | Półfinał         | Finał/ BM        | Finał/ BM |
| Zawodniczka                         | Konkurencja | Przeciwnik Wynik | Przeciwnik Wynik | Przeciwnik Wynik | Przeciwnik Wynik | Przeciwnik Wynik | Przeciwnik Wynik | Przeciwnik Wynik | Przeciwnik Wynik | Miejsce   |
| ----------------------------------- | ----------- | ---------------- | ---------------- | ---------------- | ---------------- | ---------------- | ---------------- | ---------------- | ---------------- | --------- |
| Kasumi Ishikawa                     | singel      | BYE              | BYE              | BYE              | Paranang W 4–2   | Polcanova W 4–0  | Yu P 1–4         | NQ               | NQ               | NQ        |
| Mima Ito                            | singel      | BYE              | BYE              | BYE              | Yu W 4–1         | Sawettabut W 4–0 | Jeon W 4–0       | Sun P 0–4        | Yu W 4–1         | brąz      |
| Miu Hirano Kasumi Ishikawa Mima Ito | drużynowo   | N/A              | N/A              | N/A              | N/A              | W 3–0            | W 3–0            | W 3–0            | P 0–3            | srebro    |

Mikst
| Zawodnik              | Konkurencja      | 1/8                    | Ćwierćfinał           | Półfinał         | Finał/ BM        | Finał/ BM |
| Zawodnik              | Konkurencja      | Przeciwnik Wynik       | Przeciwnik Wynik      | Przeciwnik Wynik | Przeciwnik Wynik | Miejsce   |
| --------------------- | ---------------- | ---------------------- | --------------------- | ---------------- | ---------------- | --------- |
| Jun Mizutani Mima Ito | turniej mieszany | Fegerl Polcanova W 4–1 | Franziska Solja W 4–3 | Lin Cheng W 4–1  | Xu Liu W 4–3     | złoto     |

### Tenis ziemny
Mężczyźni
| Zawodnik                       | Konkurencja | 1/32                         | 1/16                     | 1/8                       | Ćwierćfinał             | Półfinał         | Finał/ BM        | Finał/ BM |
| Zawodnik                       | Konkurencja | Przeciwnik Wynik             | Przeciwnik Wynik         | Przeciwnik Wynik          | Przeciwnik Wynik        | Przeciwnik Wynik | Przeciwnik Wynik | Miejsce   |
| ------------------------------ | ----------- | ---------------------------- | ------------------------ | ------------------------- | ----------------------- | ---------------- | ---------------- | --------- |
| Taro Daniel                    | singel      | Sonego P 6:4, 6:7(6), 6:7(3) | NQ                       | NQ                        | NQ                      | NQ               | NQ               | NQ        |
| Kei Nishikori                  | singel      | Rublow W 6:3, 6:4            | Giron W 7:6(5), 3:6, 6:1 | Iwaszka W 7:6(7), 6:0     | Đoković P 2:6, 0:6      | NQ               | NQ               | NQ        |
| Yoshihito Nishioka             | singel      | Chaczanow P 6:3, 1:6, 2:6    | NQ                       | NQ                        | NQ                      | NQ               | NQ               | NQ        |
| Yūichi Sugita                  | singel      | Fognini P 4:6, 3:6           | NQ                       | NQ                        | NQ                      | NQ               | NQ               | NQ        |
| Ben McLachlan Kei Nishikori    | debel       | N/A                          | Sousa W 6:1, 6:4         | Murray Skupski W 6:3, 6:4 | Mektić Pavić P 3:6, 3:6 | NQ               | NQ               | NQ        |
| Taro Daniel Yoshihito Nishioka | debel       | N/A                          | Čilić Dodig P 2:6, 4:6   | NQ                        | NQ                      | NQ               | NQ               | NQ        |

Kobiety
| Zawodniczka                | Konkurencja | 1/32                  | 1/16                               | 1/8                    | Ćwierćfinał      | Półfinał         | Finał/ BM        | Finał/ BM |
| Zawodniczka                | Konkurencja | Przeciwnik Wynik      | Przeciwnik Wynik                   | Przeciwnik Wynik       | Przeciwnik Wynik | Przeciwnik Wynik | Przeciwnik Wynik | Miejsce   |
| -------------------------- | ----------- | --------------------- | ---------------------------------- | ---------------------- | ---------------- | ---------------- | ---------------- | --------- |
| Misaki Doi                 | singel      | Zarazúa W 6:3, 6:2    | Bencic P 2:6, 4:6                  | NQ                     | NQ               | NQ               | NQ               | NQ        |
| Nao Hibino                 | singel      | Stojanović P 3:6, 3:6 | NQ                                 | NQ                     | NQ               | NQ               | NQ               | NQ        |
| Naomi Osaka                | singel      | Zheng W 6:1, 6:4      | Golubic W 6:3, 6:2                 | Vondroušová P 1:6, 4:6 | NQ               | NQ               | NQ               | NQ        |
| Shuko Aoyama Ena Shibahara | debel       | N/A                   | Bencic Golubic P 4:6, 7:6(5), 5–10 | NQ                     | NQ               | NQ               | NQ               | NQ        |
| Nao Hibino Makoto Ninomiya | debel       | N/A                   | Barty Sanders P 1:6, 2:6           | NQ                     | NQ               | NQ               | NQ               | NQ        |

Gra mieszana
| Zawodnik                    | Konkurencja | 1/8                              | Ćwierćfinał                              | Półfinał         | Finał/ BM        | Finał/ BM |
| Zawodnik                    | Konkurencja | Przeciwnik Wynik                 | Przeciwnik Wynik                         | Przeciwnik Wynik | Przeciwnik Wynik | Miejsce   |
| --------------------------- | ----------- | -------------------------------- | ---------------------------------------- | ---------------- | ---------------- | --------- |
| Ena Shibahara Ben McLachlan | mikst       | Szwiedowa Gołubiew W 6:3, 7:6(3) | Pawluczenkowa Rublow P 5:7, 7:6(0), 8–10 | NQ               | NQ               | NQ        |

### Triathlon
Indywidualnie
| Zawodnik        | Konkurencja | Pływanie (1,5 km) | Zmiana | Kolarstwo (40 km) | Zmiana | Bieg (10 km) | Czas całkowity | Miejsce |
| --------------- | ----------- | ----------------- | ------ | ----------------- | ------ | ------------ | -------------- | ------- |
| Kenji Nener     | mężczyźni   | 17:51             | 0:41   | 56:31             | 0:28   | 30:53        | 1:46:24        | 14.     |
| Makoto Odakura  | mężczyźni   | 18:21             | 0:41   | 56:05             | 0:30   | 31:26        | 1:47:03        | 19.     |
| Niina Kishimoto | kobiety     | 19:48             | 0:42   | DNF               | DNF    | DNF          | DNF            | DNF     |
| Yuko Takahashi  | kobiety     | 19:10             | 0:42   | 1:03:15           | 0:31   | 37:40        | 2:01:18        | 18.     |

Sztafeta
| Zawodnik                                                  | Konkurencja       | Pływanie (250 m) | Zmiana | Kolarstwo (7 km) | Zmiana | Bieg (1,5 km) | Czas całkowity | Miejsce |
| --------------------------------------------------------- | ----------------- | ---------------- | ------ | ---------------- | ------ | ------------- | -------------- | ------- |
| Yuko Takahashi Kenji Nener Niina Kishimoto Makoto Odakura | sztafeta mieszana | 16:38            | 2:32   | 40:48            | 1:55   | 25:10         | 1:27:02        | 13.     |

### Wioślarstwo
| Zawodnik                  | Konkurencja | Eliminacje | Eliminacje | Repasaż | Repasaż | Ćwierćfinał | Ćwierćfinał | Półfinał | Półfinał | Finał   | Finał   |
| Zawodnik                  | Konkurencja | Czas       | Miejsce    | Czas    | Miejsce | Czas        | Miejsce     | Czas     | Miejsce  | Czas    | Miejsce |
| ------------------------- | ----------- | ---------- | ---------- | ------- | ------- | ----------- | ----------- | -------- | -------- | ------- | ------- |
| Ryuta Arakawa             | M1x         | 7:02,79    | 2. Ć       | BYE     | BYE     | 7:26,04     | 3. PA/B     | 6:59,26  | 6. FB    | 6:50,91 | 11.     |
| Chiaki Tomita Ayami Oishi | LW2x        | 7:22,47    | 3. R       | 7:34,45 | 3. PA/B | N/A         | N/A         | 6:56,52  | 5. FB    | 6:54,94 | 10.     |

### Wspinaczka sportowa
| Zawodnik       | Konkurencja | Kwalifikacje           | Kwalifikacje           | Kwalifikacje | Kwalifikacje | Kwalifikacje | Kwalifikacje | Kwalifikacje | Kwalifikacje | Kwalifikacje | Finał                  | Finał                  | Finał      | Finał      | Finał       | Finał       | Finał       | Finał | Finał   |
| Zawodnik       | Konkurencja | Wspinaczka na szybkość | Wspinaczka na szybkość | Bouldering   | Bouldering   | Prowadzenie  | Prowadzenie  | Prowadzenie  | Suma         | Miejsce      | Wspinaczka na szybkość | Wspinaczka na szybkość | Bouldering | Bouldering | Prowadzenie | Prowadzenie | Prowadzenie | Suma  | Miejsce |
| Zawodnik       | Konkurencja | Czas                   | Miejsce                | Wynik        | Miejsce      | Wynik        | Czas         | Miejsce      | Suma         | Miejsce      | Czas                   | Miejsce                | Wynik      | Miejsce    | Wynik       | Czas        | Miejsce     | Suma  | Miejsce |
| -------------- | ----------- | ---------------------- | ---------------------- | ------------ | ------------ | ------------ | ------------ | ------------ | ------------ | ------------ | ---------------------- | ---------------------- | ---------- | ---------- | ----------- | ----------- | ----------- | ----- | ------- |
| Kai Harada     | mężczyźni   | 7,08                   | 15.                    | 1T2z 4 8     | 12.          | 25+          | -            | 17.          | 3060,00      | 18.          | NQ                     | NQ                     | NQ         | NQ         | NQ          | NQ          | NQ          | NQ    | NQ      |
| Tomoa Narasaki | mężczyźni   | 5,94                   | 2.                     | 2T4z 6 7     | 2.           | 26+          | 2:11         | 14.          | 56,00        | 2. Q         | 6,02                   | 2.                     | 1T3z 1 5   | 3.         | 33+         | -           | 6.          | 36    | 4.      |
| Akiyo Noguchi  | kobiety     | 8,23                   | 9.                     | 3T4z 5 4     | 3.           | 27+          | -            | 6.           | 162,00       | 4. Q         | 8,42                   | 4.                     | 0T2z 0 7   | 4.         | 29+         | -           | 4.          | 64    | brąz    |
| Miho Nonaka    | kobiety     | 7,55                   | 4.                     | 1T3z 2 3     | 8.           | 30+          | -            | 3.           | 96,00        | 3. Q         | 7,76                   | 3.                     | 0T2z 0 5   | 3.         | 21          | -           | 5.          | 45    | srebro  |

### Zapasy
Mężczyźni
Styl wolny
| Zawodnik        | Konkurencja | 1/8              | Ćwierćfinał      | Półfinał         | Repasaż          | Finał / BM       | Finał / BM |
| Zawodnik        | Konkurencja | Przeciwnik Wynik | Przeciwnik Wynik | Przeciwnik Wynik | Przeciwnik Wynik | Przeciwnik Wynik | Miejsce    |
| --------------- | ----------- | ---------------- | ---------------- | ---------------- | ---------------- | ---------------- | ---------- |
| Yūki Takahashi  | do 57 kg    | Mićić W 7–0      | Sanajew P 4–4    | NQ               | NQ               | NQ               | 8.         |
| Takuto Otoguro  | do 65 kg    | Tumurochir W 6–3 | Muszukajev W 4–1 | Raszydow W 3–2   | BYE              | Əliyev W 5–4     | złoto      |
| Keisuke Otoguro | do 74 kg    | Kajsanow\| P 2–2 | NQ               | NQ               | NQ               | NQ               | 14.        |
| Sosuke Takatani | do 86 kg    | Göçen P 2–2      | NQ               | NQ               | NQ               | NQ               | 9.         |

Styl klasyczny
| Zawodnik         | Konkurencja | 1/8              | Ćwierćfinał      | Półfinał         | Repasaż          | Finał / BM       | Finał / BM |
| Zawodnik         | Konkurencja | Przeciwnik Wynik | Przeciwnik Wynik | Przeciwnik Wynik | Przeciwnik Wynik | Przeciwnik Wynik | Miejsce    |
| ---------------- | ----------- | ---------------- | ---------------- | ---------------- | ---------------- | ---------------- | ---------- |
| Kenichiro Fumita | do 60 kg    | Fergat W 8–0     | Walihan W 1–1    | Tiemirow W 5–1   | BYE              | Orta P 1–5       | srebro     |
| Shohei Yabiku    | do 77 kg    | Żadyrajew W 5–3  | Lőrincz P 1–3    | NQ               | Ajt Ikram W W/O  | Garaji W 13–3    | brąz       |

Kobiety
| Zawodniczka    | Konkurencja | 1/8                | Ćwierćfinał       | Półfinał             | Repasaż          | Finał / BM       | Finał / BM |
| Zawodniczka    | Konkurencja | Przeciwnik Wynik   | Przeciwnik Wynik  | Przeciwnik Wynik     | Przeciwnik Wynik | Przeciwnik Wynik | Miejsce    |
| -------------- | ----------- | ------------------ | ----------------- | -------------------- | ---------------- | ---------------- | ---------- |
| Yui Susaki     | do 50 kg    | Namuunceceg W 10–0 | Yépez W 10–0      | Stadnik W 11–0       | BYE              | Sun W 10–0       | złoto      |
| Mayu Mukaida   | do 53 kg    | Essombe W 10–0     | Zasina W 12–2     | Bat-Ochiryn W 6–3    | BYE              | Pang W 5–4       | złoto      |
| Risako Kawai   | do 57 kg    | Camara W 8–2       | Chongordzul W 7–0 | Maroulis W 2–1       | BYE              | Kuraczkina W 5–0 | złoto      |
| Yukako Kawai   | do 62 kg    | Owczarowa W 10–0   | Johansson W 10–2  | Jusein Mustafa W 3–2 | BYE              | Tynybekowa W 4–3 | złoto      |
| Sara Dosho     | do 68 kg    | Mensah P 0–10      | NQ                | NQ                   | Zhou W 7–2       | Czerkasowa P 0–2 | 5.         |
| Hiroe Minagawa | do 76 kg    | Burmaa W 8–0       | Mäe W 3–0         | Rotter-Focken P 1–3  | BYE              | Zhou P 0–2       | 5.         |

### Żeglarstwo
Mężczyźni
| Zawodnik                        | Konkurencja | Wyścig | Wyścig | Wyścig | Wyścig | Wyścig | Wyścig | Wyścig | Wyścig | Wyścig | Wyścig | Wyścig | Wyścig | Wyścig | Punkty | Miejsce |
| Zawodnik                        | Konkurencja | 1      | 2      | 3      | 4      | 5      | 6      | 7      | 8      | 9      | 10     | 11     | 12     | M*     | Punkty | Miejsce |
| ------------------------------- | ----------- | ------ | ------ | ------ | ------ | ------ | ------ | ------ | ------ | ------ | ------ | ------ | ------ | ------ | ------ | ------- |
| Makoto Tomizawa                 | RS:X        | 10     | 21     | 11     | 16     | 26 DNF | 14     | 17     | 11     | 11     | 16     | 11     | 11     | NQ     | 149    | 16.     |
| Kenji Nanri                     | Laser       | 27     | 30     | 33     | 19     | 25     | 16     | 24     | 29     | 31     | 18     | N/A    | N/A    | NQ     | 219    | 30.     |
| Kazumasa Segawa                 | Finn        | 18     | 16     | 17     | 12     | 15     | 16     | 19     | 12     | 17     | 5      | N/A    | N/A    | NQ     | 128    | 16.     |
| Jumpei Hokazono Keiju Okada     | 470         | 7      | 4      | 4      | 11     | 13     | 9      | 5      | 4      | 15     | 13     | N/A    | N/A    | 6      | 82     | 7.      |
| Ibuki Koizumi Leonard Takahashi | 49er        | 17     | 11     | 13     | 11     | 15     | 11     | 4      | 12     | 4      | 8      | 3      | 16     | NQ     | 108    | 11.     |

Kobiety
| Zawodniczka               | Konkurencja  | Wyścig | Wyścig | Wyścig | Wyścig | Wyścig | Wyścig | Wyścig | Wyścig | Wyścig | Wyścig | Wyścig | Wyścig | Wyścig | Punkty | Miejsce |
| Zawodniczka               | Konkurencja  | 1      | 2      | 3      | 4      | 5      | 6      | 7      | 8      | 9      | 10     | 11     | 12     | M*     | Punkty | Miejsce |
| ------------------------- | ------------ | ------ | ------ | ------ | ------ | ------ | ------ | ------ | ------ | ------ | ------ | ------ | ------ | ------ | ------ | ------- |
| Yuki Sunaga               | RS:X         | 17     | 24     | 11     | 3      | 5      | 12     | 11     | 22     | 10     | 7      | 14     | 17     | NQ     | 129    | 12.     |
| Manami Doi                | Laser Radial | 16     | 9      | 10     | 23     | 11     | 28     | 15     | 16     | 13     | 17     | N/A    | N/A    | NQ     | 130    | 15.     |
| Ai Kondo Miho Yoshioka    | 470          | 6      | 7      | 11     | 15     | 2      | 2      | 12     | 8      | 7      | 8      | N/A    | N/A    | 8      | 79     | 7.      |
| Sena Takano Anna Yamazaki | 49er         | 7      | 16     | 22 DQ  | 17     | 16     | 22 DQ  | 9      | 19     | 11     | 4      | 13     | 15     | NQ     | 149    | 18.     |

Zawody mieszane
| Zawodnik                     | Konkurencja | Wyścig | Wyścig | Wyścig | Wyścig | Wyścig | Wyścig | Wyścig | Wyścig | Wyścig | Wyścig | Wyścig | Wyścig | Wyścig | Punkty | Miejsce |
| Zawodnik                     | Konkurencja | 1      | 2      | 3      | 4      | 5      | 6      | 7      | 8      | 9      | 10     | 11     | 12     | M*     | Punkty | Miejsce |
| ---------------------------- | ----------- | ------ | ------ | ------ | ------ | ------ | ------ | ------ | ------ | ------ | ------ | ------ | ------ | ------ | ------ | ------- |
| Shibuki Iitsuka Eri Hatayama | Nacra 17    | 12     | 18     | 15     | 12     | 15     | 16     | 14     | 6      | 14     | 19     | 15     | 13     | NQ     | 150    | 15.     |

* M – Wyścig medalowy